# Der Bergdoktor (2008)
Der Bergdoktor ist eine Arztserie und eine Neuauflage der gleichnamigen deutsch-österreichischen Fernsehserie Der Bergdoktor (1992–1997). Beide basieren auf Motivvorlagen der erfolgreichen Heftromanserie gleichen Namens. Die Serie wird seit 2008 in ORF 2 und im ZDF ausgestrahlt.

## Handlung
Die einzelnen Episoden spielen sich in aller Regel nach einem einheitlichen Schema auf zwei miteinander verwobenen Handlungsebenen ab.
- Die eine Ebene handelt von einer jedes Mal anderen, nur in dieser Episode auftretenden Person, die an den rätselhaften Symptomen einer ungewöhnlichen Krankheit leidet. Meist mit Unterstützung seines Freundes Dr. Alexander Kahnweiler und dessen Frau Dr. Vera Fendrich diagnostiziert der Bergdoktor Martin Gruber im Laufe der Episode die Ursache und leitet die Heilung ein.
- Die andere Ebene erzählt chronologisch und die Episoden und Staffeln übergreifend die Geschichte der Familie des Bergdoktors, wie nachfolgend beschrieben.

### Staffel 1
Dr. Martin Gruber kommt ursprünglich aus Ellmau, lebt aber in New York und arbeitet dort als Arzt. Zum 60. Geburtstag seiner Mutter Lisbeth stattet er ihr einen Überraschungsbesuch ab, aber weder zu Hause noch anderswo ist die Familie anzutreffen. Schließlich führt ihn sein Weg auf den Friedhof, wo er erfährt, dass Sonja, die Frau seines Bruders Hans, vor wenigen Tagen bei einem Autounfall verstorben ist. Die Familie versuchte, ihn in New York zu erreichen, wo er aber schon abgereist war. Dr. Roman Melchinger, der Dorfarzt Ellmaus und Mentor von Martin, wünscht sich eine Übernahme seiner Praxis von Martin, doch der ist fest entschlossen, wieder nach Amerika zurückzukehren, bis Roman ihm kurz vor seiner Abreise ein Geheimnis mitteilt, das Sonja Roman kurz vor ihrem Tod anvertraute: Die 11-jährige Tochter von Hans und Sonja, Lilli, ist in Wirklichkeit Martins Tochter. Nachdem Martin diese Nachricht auch Hans gesteht, kommt es zu einem Streit zwischen den Brüdern. Lilli bekommt mit, dass sie die Tochter von Martin ist, und läuft weg, wobei sie sich am Berg verletzt. Der Streit der Brüder kann durch die Sorge um Lilli beigelegt werden, und nachdem Lilli nur leicht verletzt gefunden werden kann, beschließen Martin und Hans, gemeinsam für Lilli da zu sein und ihr beide eine Vaterfigur zu sein. Martin übernimmt nun doch die Praxis von Roman, der im letzten Moment nicht an Dr. Alexander Kahnweiler aus Hall, einen alten Freund Martins, verkauft.

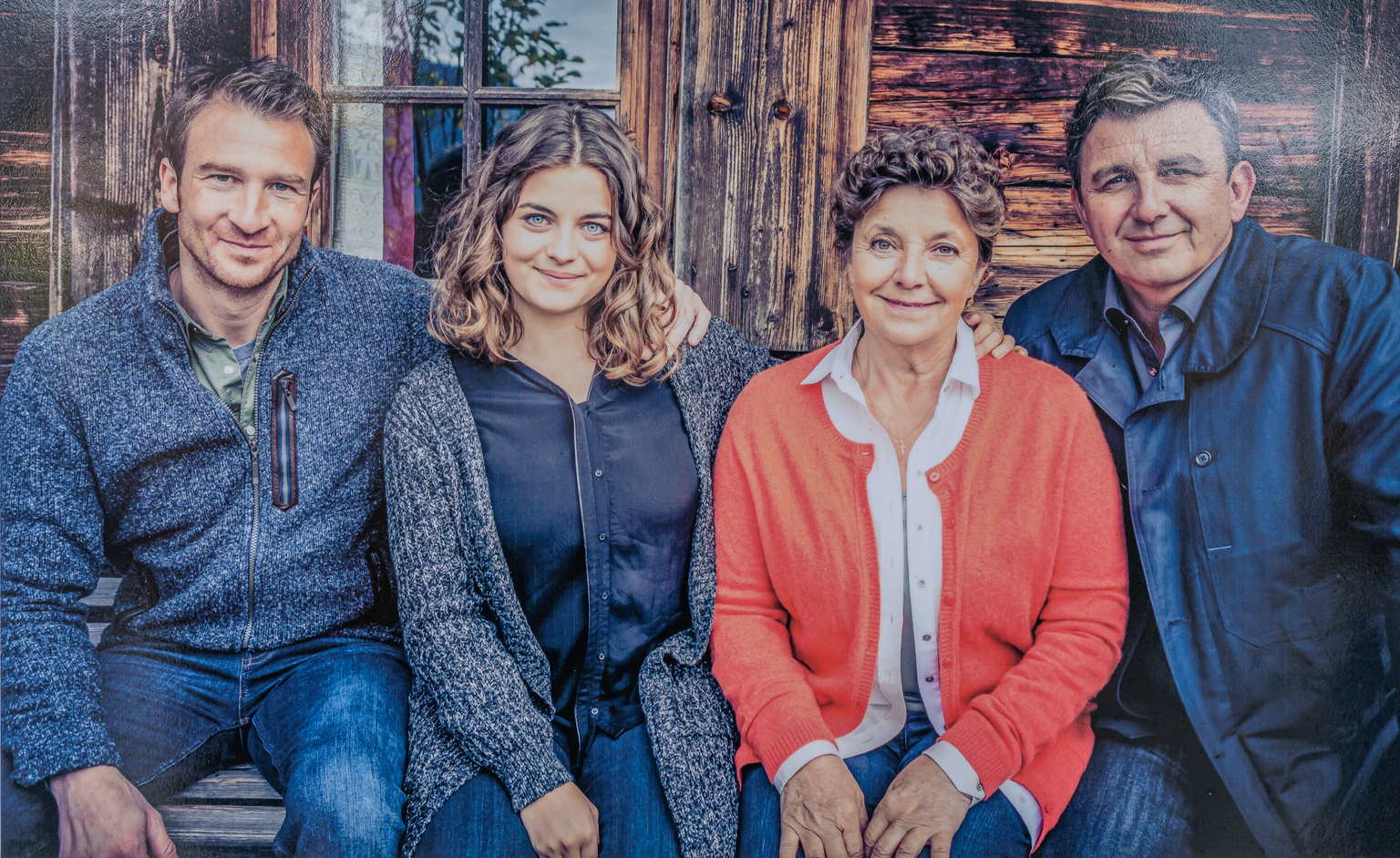
Familie des Bergdoktors (2020): Hans Gruber (Heiko Ruprecht), Lilli Gruber (Ronja Forcher), Elisabeth „Lisbeth“ Gruber (Monika Baumgartner), Dr. Martin Gruber (Hans Sigl).

Kurze Zeit später taucht Julia Denson, Martins Freundin, die mit ihm in New York lebt und arbeitet, in Ellmau auf. Sie weiß noch nichts von Martins Plänen, Amerika den Rücken zu kehren und wieder nach Österreich zu ziehen. Als sie es erfährt, schließt sie aus, bei ihm zu bleiben; sie trennen sich jedoch freundschaftlich. Martin verliebt sich schon bald in seine Jugendfreundin Susanne, die Wirtin des Wilden Kaisers in Ellmau. Susanne ist verheiratet, doch ihr Mann arbeitet in Kiel und sie hat ihn schon sehr lange Zeit nicht mehr gesehen, weshalb sie sich auch von ihm trennen will. Er beginnt eine Beziehung zu Susanne und die beiden verabreden sich bei Martin zu Hause, doch zum Ende der Staffel taucht ihr Mann Jörg plötzlich auf. Susanne versetzt Martin, um mit ihrem Mann zu reden.
Unterdessen findet sich auch Mutter Lisbeth wieder in ihre Jugend zurückversetzt. Julius, ein Fotograf, der überall auf der Welt unterwegs und eine alte Liebschaft von Lisbeth ist, taucht in Ellmau auf. Nachdem er von Martin behandelt wurde, beschließt er, einige Zeit in Ellmau zu bleiben. Er bittet Lisbeth aber, mit ihm nach Vietnam zu kommen und um die Welt zu reisen. Lisbeth entschließt sich, vorerst mit Julius Ellmau den Rücken zu kehren, bringt es im letzten Moment aber doch nicht übers Herz und muss Julius schweren Herzens allein ziehen lassen.

### Staffel 2
Martin hat erfahren, dass Jörg wieder zurück ist und seine Ehe mit Susanne wiederherstellen will. Martin fühlt sich wie das fünfte Rad am Wagen, doch plötzlich gibt es ernstere Probleme: Die Scheune der Grubers brennt und Lilli ist drin, gemeinsam mit einem Freund, der von zu Hause weggelaufen ist. Die Kinder können gerettet werden, doch die Scheune mit allen Maschinen wird vernichtet. Die Versicherung will nicht zahlen, da das Konto der Grubers nicht gedeckt war und so die zwei letzten Versicherungsbeiträge nicht eingezogen werden konnten. Die Familie Gruber will einen Kredit verlängern, doch der neue Bankdirektor ist kein Freund der Grubers. Es ist Dr. Gerd Ohlmüller, Sohn von Veronika Ohlmüller, die eine Affäre mit Johann Gruber hatte, dem verstorbenen Vater von Hans und Martin und Ehemann von Lisbeth. Ohlmüller ist der Überzeugung, dass Johann seinen Vater damals in den Selbstmord getrieben hat. Er will sich an den Grubers rächen und deren Hof verkaufen/zwangsversteigern.
Inzwischen sorgt sich Susanne um Jörg, denn der ist verschwunden. Die Beziehung zwischen ihr und Martin besteht zwar weiterhin, was auch Jörg nicht entgeht, dennoch fühlt sie sich für Jörg verantwortlich. Jörg hat eine Segelschule am Achensee mit einem angrenzenden Restaurant für Susanne gepachtet und sich dorthin zum Segeln zurückgezogen, doch von einem Trip kommt er nicht zurück. Er wird leblos im Schilf gefunden und ins Krankenhaus gebracht, wo er schwerkrank liegt. Martin zieht seine Ex-Verlobte Julia Denson zum Fall hinzu, die nach Österreich reist, was auch Susanne eifersüchtig stimmt. Nach Jörgs Genesung kümmert sich Susanne um ihn, wodurch er sich weiterhin große Hoffnung auf ein Fortbestehen ihrer Ehe macht.
Die finanzielle Lage der Grubers spitzt sich indessen zu. Dr. Ohlmüller weigert sich weiter, den Kredit zu gewähren und will die Grubers ruinieren. Er will den gesamten Betrag des Kredits innerhalb einer Woche fällig stellen, worauf sich Martin um eine Anstellung in der Chirurgie in einem Münchner Krankenhaus bemüht, um die Schulden nach und nach abzuarbeiten. Er bittet Susanne, mit ihm zu gehen, doch ihr Pflichtgefühl gegenüber Jörg hindert sie daran und die beiden trennen sich. Beim Umzug nach München müsste er die Arztpraxis in Ellmau aufgeben, doch um ein Weggehen von Martin zu verhindern, verkauft Roman die Praxis an Dr. Kahnweiler, um so die Schulden der Grubers zu begleichen. Dr. Ohlmüller vereinbart eine letzte Frist mit Martin für die Rückzahlung, nennt aber mit Absicht seinen Urlaubstag, die Frist verstreicht und die Zwangsvollstreckung des Gruberhofs wird angeordnet. Die Grubers stehen abermals vor dem Verlust ihres Hofes, doch dann erleidet Ohlmüller einen Unfall beim Klettern und wird von Martin und Hans, die bei der Bergrettung tätig sind, gerettet. Nach diesem Vorfall begräbt er den Groll gegen die Grubers und lässt ihren Kredit weiterlaufen. Nun liegt es an Martin, Romans Heim von Alexander Kahnweiler zurückzuholen. Es gelingt ihm, Alexander zur Rückgabe des Hauses zu bewegen, indem er ihm verspricht, ihm bei der Beförderung zum Leiter der Chirurgie zu helfen.
Auch in Hans’ Liebesleben tut sich etwas: er ist frisch verliebt in die Lehrerin Klara Hoffmann, doch die Töchter der beiden, Sarah und Lilli, verstehen sich überhaupt nicht. Auch Martin lernt eine neue Frau kennen, die Anwältin Dr. Andrea Junginger, mit der er sich zum Paragliden verabredet, wobei die beiden abstürzen und die Nacht schwer verletzt durchhalten müssen. Trotz anfänglicher Zweifel von Andrea lässt sie sich auf Martin ein, doch zum Ende der Staffel muss sie von der Schwangerschaft von Susanne erfahren, bei der es zwei mögliche Väter gibt: Jörg oder Martin.

### Staffel 3
Andrea hat sich verletzt zurückgezogen, nachdem sie erfahren hat, dass Martin der mögliche Vater von Susannes Kind ist. Sie hat ihm kurz zuvor vom Verlust ihres eigenen Kindes im Mutterleib erzählt. Sie kann keine Kinder mehr bekommen. Auch Lilli ist von einem neuen Geschwisterchen alles andere als begeistert, genauso wie Jörg, der sich Susanne gegenüber immer unmöglicher verhält, was schließlich dazu führt, dass Susanne stürzt und mit Frühwehen ins Krankenhaus kommt. Sie erholt sich aber zum Glück schnell wieder und ist wohlauf.
Inzwischen gerät Hans mit Arthur Distelmeier aneinander, der neben den Bio-Feldern der Grubers mit Pestiziden hantiert, wodurch die Grubers ihr Bio-Siegel verlieren könnten. Bei einem klärenden Gespräch stürzt Arthur nach einem Anfall von einer Klippe und kommt auf einem Vorsprung zum Liegen. Nach Verständigung seiner Kollegen von der Bergrettung seilt sich Hans eigenständig zu Arthur ab, sichert ihn, doch Arthur dreht durch und die beiden hängen am Seil. Arthur hört nicht auf zu zappeln, die Verankerung beginnt sich zu lösen, worauf Hans sich entscheiden muss, Arthur loszuschneiden. Arthur wird mit schweren Verletzungen ins Krankenhaus gebracht, wo eine Querschnittslähmung diagnostiziert wird. Hans wird unterdessen wegen versuchten Totschlags festgenommen, doch mit der Hilfe von Andrea und Martin kommt er bald wieder aus dem Gefängnis, da bei Arthur ein Nervenschaden diagnostiziert wurde, der an seinen Anfällen schuld ist – auch seine Querschnittslähmung wird nicht von Dauer sein. Wegen unerlaubter Untersuchungen an Arthur wurde aber Martin angezeigt und ihm droht die Zulassung als Arzt entzogen zu werden, was sich aber mit Alexanders Hilfe abwenden lässt.
Der Vaterschaftstest von Susannes Baby brachte Gewissheit: Jörg ist der Vater des Babys. Doch durch ein Missverständnis glaubt Jörg, dass Martin der Vater sei. Er schreibt Susanne einen Brief, in dem er erklärt, wieder nach Kiel zu gehen. Susanne will ihn mit Martin zurückholen, doch sie verunfallt in ihrem Auto und verliert ihr Baby. Als Jörg zu ihr ins Krankenhaus kommt, gibt sie ihm die Schuld am Tod des Babys und kurze Zeit später trennt sie sich von ihm. Susannes Trauer kennt keine Grenzen nach dem Verlust des Babys, das sie sich schon so gewünscht hatte. Sie lässt weder Martin noch Roman oder irgendjemand anderen an sich heran und ist in ihrer Trauer ganz allein, bis Andrea das Gespräch mit ihr sucht und ihr von ihrer eigenen Geschichte erzählt. Susanne beginnt, sich wieder Martin zu öffnen.
Auch Lilli hat ihren ersten Freund: Sebastian, der Sohn eines Hotelbesitzers. Das Liebesglück währt jedoch nur kurz, denn Sarah, Klaras Tochter, spannt Lilli den Freund aus und die beiden Mädchen, die sich in letzter Zeit immer besser verstanden haben, zerstreiten sich wieder. Lisbeth bringt von einem Wellness-Wochenende, das ihr von ihrer Familie zum Geburtstag geschenkt wurde, einen Verehrer mit nach Hause: den Restaurantkritiker Klaus Hellmann, doch auch diese Liebe währt nur kurz, da Lisbeth von Klaus’ Machenschaften enttäuscht ist. Hans hält unterdessen um Klaras Hand an, doch sie lehnt ab mit der Begründung, dass sie keinen Trauschein für ihre Liebe zueinander braucht. Hans ist verletzt und die beiden streiten sich.
Der kleine Jonas Ellert verliert inzwischen beide Eltern bei einem Bergunglück und Martin nimmt den Jungen, der seitdem nicht mehr spricht, mit zum Gruberhof, um ihn vorerst vor dem Heim zu bewahren, da sein letzter lebender Verwandter, sein Onkel, ihn nicht aufnehmen will. Martin kann Susanne davon überzeugen, den Jungen zu sich zu nehmen, da er nach nur kurzer Zeit mit ihr wieder anfängt zu sprechen und sie ihn an seine Mutter erinnert.
Andrea bekommt unterdessen ein Angebot aus Wien und muss für einige Wochen beruflich in die Hauptstadt. Julia Denson, Martins Ex-Verlobte, kommt aus den USA, um in Hall eine Operation durchzuführen, erkrankt aber selbst schwer und verliert fast ihr Leben, wenn Martin nicht gewesen wäre. Die beiden schlafen miteinander, bevor Julia wieder nach Amerika zurückreist. Martin entschließt sich, vorerst Andrea nichts davon zu erzählen. Ihn quält das schlechte Gewissen, er will sie aber nicht verlieren. Schließlich findet Andrea eine SMS von Julia auf Martins Handy und trennt sich von ihm. Hans und Klara haben sich nach langen Streitereien schließlich doch dazu entschlossen zu heiraten und auch Martin will seine letzte Chance nutzen und Andrea einen Antrag machen. In letzter Sekunde taucht er in Wien auf, bevor Andrea den Vertrag für ihre neue Anstellung übergibt, und macht ihr einen Antrag. Sie sagt Ja, wird aber beim Überqueren der Straße von einem Auto angefahren.

### Staffel 4
Andrea wird nach ihrem Unfall in Wien nach Hall überstellt und liegt schon seit zwei Tagen im Koma. Die Hochzeit von Hans und Klara wurde nach dieser Nachricht abgebrochen. Martin macht sich große Sorgen um seine Verlobte und stürzt sich in die Arbeit, um sich abzulenken. Schließlich wacht Andrea für kurze Zeit auf und klagt über starke Kopfschmerzen. Eine Blutung im Hirn muss operiert werden, doch kurz danach ist sie auf dem Weg der Besserung. Sie wird von Martin zu sich nach Hause geholt und die beiden vereinbaren, am nächsten Tag zu heiraten. Währenddessen behandelt Martin neugeborene Zwillinge, die innerhalb von 24 Stunden beide eine neue Leber brauchen; die Eltern kommen nicht als Spender in Frage. Andrea bricht unterdessen zu Hause zusammen und eine erneute Hirnblutung wird festgestellt; die rettende OP würde sie jedoch höchstwahrscheinlich nicht überleben oder nur als Pflegefall. Andrea lässt sich heimlich als Spenderin für die Zwillinge testen und „opfert“ sich, als sie erfährt, dass sie als Spenderin in Frage kommt und stirbt an ihrer Blutung.
Hans und Klara streiten sich unterdessen wegen der Anwesenheit von Klaras Ex-Ehemann Peter. Nach einem Besuch in Rom bei ihrem Vater will Sarah, Klaras Tochter, ein Auslandsjahr in Rom machen, wobei Klara sie die ersten zwei Wochen begleitet. Martin ist nach Andreas Tod am Boden zerstört und auch wütend. Er lässt anfangs niemanden an sich heran, die Situation bessert sich aber etwas nach einem Gespräch mit Lisbeth, die ihm anvertraut, dass es ihr nach dem Tod von Martins Vater genauso erging. Auch Susanne scheint sich Martin wieder etwas annähern zu wollen, auch weil Jonas in ihm eine Vaterfigur sieht, was aber von Martin nicht bemerkt bzw. erwidert wird. Auch die Gynäkologin Dr. Lena Imhoff scheint an Martin interessiert zu sein. Lilli hat ebenfalls einen Verehrer, durch den sie sich aber gestalkt fühlt und dem sie schließlich ein blaues Auge schlägt.
Bei einer Rettungsaktion stürzt Hans ab und bricht sich sein Bein mehrfach. Nur mit Mühe kann Alexander sein Bein retten, geht aber davon aus, dass Hans nie wieder richtig gehen kann. Trotz anfänglichem Optimismus sieht Hans bald keinen Sinn mehr in der Reha und gibt sich und sein Bein auf; vor allem, weil Klara beschließt, in Rom bei Sarah zu bleiben – ihr hat Hans nichts von dem Unfall erzählt. Wegen Hans’ Arbeitsunfähigkeit geht es auch dem Hof finanziell immer schlechter und Hans überlegt, ihn an Arthur Distelmeier zu verkaufen. Martin beginnt eine unverbindliche Affäre mit der Gynäkologin Lena, die ihm jedoch verheimlicht, einen Ehemann zu haben, der schwerkrank zu Hause im Bett liegt. Hans entschließt sich gegen den Willen der Familie, den Hof zu verkaufen. Auf dem Weg zum Notar fährt er jedoch den kleinen Jonas an, der ins Koma fällt. Hans macht sich schwere Vorwürfe, doch Jonas kämpft und wacht wieder auf, was Hans dazu bewegt, selbst zu kämpfen und den Deal mit Distelmeier platzen zu lassen.
Martin findet inzwischen heraus, dass Lena verheiratet ist, und auch Lenas Mann findet heraus, dass Lena und Martin eine Affäre haben. Er sucht Martin auf, um ihn zu bitten, ihn bei einer amerikanischen Studie anzumelden, die Chancen auf Heilung seiner Krankheit bringt. Gleichzeitig macht er ihm die Kampfansage, dass er Lena zurückgewinnen wird, wenn er wieder gesund ist. Lena ist inzwischen gegen die Studie, da sie viel zu riskant ist – dennoch meldet Martin Lenas Mann Tom auf eigenen Wunsch zur Studie an.
Lisbeth ist in der Zwischenzeit von zu Hause ausgezogen und wohnt bei Susanne – Grund dafür ist der Streit mit Hans wegen des Verkaufs des Gruberhofs. Lisbeth ist enttäuscht und verletzt, dass Hans diese Entscheidung ohne sie getroffen hatte. Obwohl der Verkauf nicht zustande kam, bleibt Lisbeth vorerst bei Susanne und hilft ihr im Wilden Kaiser aus, wo sie von einem Restaurantinhaber ein Stellenangebot bekommt, bei dem sie ein Restaurant führen könnte.
Lilli ist verliebt und hat ihren ersten richtigen Freund – Mario. Durch ihn kommt sie ständig zu spät nach Hause, was das Verhältnis der Väter zu ihrer Tochter schwierig gestaltet. Hans erwischt sie auch mit einem Joint, den sie allerdings nur in die Hand gedrückt bekam. Lilli will eine Nacht bei Mario verbringen, was ihr aber von ihren Vätern verboten wird – abends ist sie verschwunden und die beiden vermuten sie bei Mario, wobei sie allerdings in ein Fettnäpfchen treten, als sie dort auftauchen. Mario trennt sich von Lilli, Martin und Hans können es aber wieder geradebiegen.
Hans verliebt sich unterdessen in Susanne, die diese Gefühle heimlich auch erwidert. Hans ist aber theoretisch immer noch mit Klara verlobt, die allerdings in Rom wohnt, und deren Rückkehr ist nicht absehbar. Susanne denkt, dass Hans noch nicht über Klara hinweg ist, und begräbt ihre Hoffnung, doch Hans gesteht ihr, dass er sie sehr gern hat, und küsst sie.
Lisbeth lehnt das Angebot ab, für einen Restaurantbesitzer zu arbeiten, da sie merkt, wie sehr ihre Familie sie braucht, und kehrt wieder auf den Gruberhof zurück. Auch Tom geht es besser, die Medikamente scheinen anzuschlagen – doch plötzlich steigt sein Fieber extrem schnell an und er muss reanimiert werden, wobei nicht sicher ist, ob er die Nacht überleben wird.

### Staffel 5
Tom hat die Nacht überstanden und Martin findet gemeinsam mit Lena heraus, dass auch noch eine zweite Krankheit seinen schlechten Zustand hervorruft. Sie können ihn richtig behandeln, woraufhin er wieder vollkommen genesen wird. Er macht sich Hoffnungen, mit Lena wieder gemeinsam in ein neues Leben zu starten. Lena will ihm nach der schweren Zeit diese Hoffnung auch nicht nehmen, obwohl sie mit Martin zusammen sein will.
Hans genießt inzwischen seine Beziehung zu Susanne, die ihn aber darum bittet, Klara über den Status ihrer Beziehung aufzuklären. Nach langem Hadern schreibt Hans ihr schließlich einen Brief, der aber nicht bei Klara in Rom ankommt, da sie schon am nächsten Tag in Ellmau auftaucht und davon ausgeht, dass die Beziehung zu Hans sich nicht verändert hat. Hans verspricht Susanne, mit Klara zu sprechen, doch da diese für ihn Rom wieder aufgegeben hat und zurück nach Ellmau kam, bringt er es nicht fertig. Beide Frauen denken also, sie haben Hans für sich allein. Doch Sarah schickt den Brief von Rom nach Ellmau an Klara nach. Klara konfrontiert Hans damit genau in dem Moment, in welchem Hans Susanne seine „kleine“ Lüge offenbaren will.
Lilli ist inzwischen lieber mit Mario unterwegs, als in die Schule zu gehen – durch viele Fehlstunden in Mathematik und Physik ist ihre Versetzung stark gefährdet und sie braucht Nachhilfe. Mario ist enttäuscht von Lilli, die ihn sogar angelogen hat, denn er dachte, die Lehrerin sei für längere Zeit erkrankt gewesen – schließlich lernt sie aber mit ihm den versäumten Stoff nach. Sie ist unterdessen auch einen Schritt näher am Erwachsenwerden. Sie vertraut sich Martin an, denn Mario und sie möchten miteinander schlafen. Martin rät ihr, sich nicht unter Druck setzen zu lassen und zu verhüten – bei einer romantischen Überraschung Marios macht Lilli jedoch einen Rückzieher, denn sie fühlt sich noch nicht bereit für ihr erstes Mal. Mario ignoriert Lilli daraufhin, was Lisbeth dazu veranlasst, Mario die Meinung zu sagen und ihm die Ohren lang zu ziehen. Nach mehreren Verabredungen hat Lilli sich schließlich entschlossen, mit Mario zu schlafen, der will aber nichts mehr davon wissen. Er fürchtet, Lillis Wunsch nach dem perfekten ersten Mal nicht erfüllen zu können, da er weiß, dass das erste Mal alles andere als perfekt sein wird.
Lena hat sich inzwischen von ihrem Mann Tom getrennt und führt eine Beziehung mit Martin. Als sie selbst jedoch erkrankt und Herzprobleme bekommt, die keinerlei medizinische Gründe zu haben scheinen, glaubt Martin an das „Broken Heart“-Syndrom und trennt sich von Lena, da er glaubt, die Trennung von Tom habe ihr das Herz gebrochen.
Susanne hat sich von Hans getrennt, als sie herausgefunden hat, dass er die Verlobung mit Klara noch immer nicht gelöst hatte. Klara versucht, Hans wieder für sich zu gewinnen, was ihr auch fast gelingt, da Susanne Hans weiterhin die kalte Schulter zeigt. Schließlich hört Hans aber auf sein Herz und erklärt Klara, dass ihm die Liebe zu ihr abhandengekommen sei, als sie in Rom geblieben ist und ihn in Ellmau zurückgelassen hat. Susanne und Hans finden danach wieder zusammen.
Auch in der Beziehung von Lilli und Mario geht es turbulent zu und Lilli trennt sich von ihm, da er niemals Kinder bekommen will, sie sich jedoch irgendwann einmal eine große Familie wünscht. Martin redet ihr gut zu, dass es für solche Gespräche für sie noch viel zu früh ist und Mario es sich mit der Zeit auch noch anders überlegen kann, woraufhin sich die beiden wieder versöhnen.
Die Trennung von Lena setzt Martin schwer zu, doch auch Lena ist tieftraurig und sucht den Kontakt zu Martin, der in ihrer Beziehung aber keine Zukunft sieht. Martin bekommt ein Angebot aus New York für eine Beratertätigkeit und entschließt sich, für mindestens ein halbes Jahr nach New York zu gehen, entscheidet sich in letzter Sekunde jedoch anders und bleibt in Ellmau. Lena hingegen zieht nach einem Stellenangebot aus Graz in die steirische Landeshauptstadt und wohnt dort gemeinsam mit ihrem Mann, doch er und sie werden nach einem Notfall in das Krankenhaus Hall geflogen, wo Tom plötzlich im Helikopter verstirbt – Lena entschließt sich in weiterer Folge, vorerst in Hall zu bleiben.
Hans und Susanne sind inzwischen sehr glücklich miteinander, doch die Zeit zu zweit kommt zu kurz, da Jonas, vor lauter Freude, wieder eine richtige Familie zu haben, ständig an ihnen hängt und sogar nachts bei ihnen schlafen will. Nach nicht allzu langer Zeit wird Susanne sogar von Hans schwanger, obwohl ihr nach dem Verlust ihres Kindes in der ersten Schwangerschaft prophezeit wurde, dass sie wahrscheinlich keine Kinder mehr bekommen könnte. Nach anfänglichen Sorgen von Hans, ob ein Kind in ihr Leben passt, freuen sie sich schließlich darauf, eine glückliche Familie zu werden, doch der kleine Jonas bekommt durch Lauschen mit, dass Susanne schwanger ist. Er läuft während eines Schulwandertages weg und versteckt sich in den Bergen, da er fürchtet, Susanne würde ihn nun nicht mehr liebhaben, wenn sie jetzt ein eigenes Kind bekommt. Der Junge wird wohlbehalten wiedergefunden, und nachdem alle Missverständnisse aus der Welt geschafft wurden, freut sich Jonas sogar auf sein Geschwisterchen. Das Glück hält jedoch nicht lange, denn nach Auffälligkeiten bei einer Routineuntersuchung wird bei dem Kind das Freeman-Sheldon-Syndrom festgestellt und Lena rät den werdenden Eltern dringend zu einem Abbruch, da sonst Susannes Leben gefährdet wäre. Durch Martins Engagement kann diese Abtreibung aber in letzter Sekunde verhindert werden, da bei der Untersuchung des Kindes fälschlicherweise Gewebe von Susanne entnommen und untersucht wurde, die eine ungefährliche Art des Gens in sich trägt.

### Staffel 6
Nachdem Lena nach Frankfurt gezogen ist, begegnet Dr. Martin Gruber Anne Meierling, und beide verlieben sich Hals über Kopf ineinander. Anne ist die Tochter des Erzrivalen der Grubers, Arthur Distelmeier, der besonders Martin nicht leiden kann und sich für seine Tochter einen besseren Mann wünscht. Nun entdeckt Anne einen uralten Schuldschein zwischen den Grubers und den Distelmeiers: Entweder die Grubers zahlen die vor 30 Jahren fällige Summe inkl. Zinsen oder zwei Felder gehen an Distelmeier, der gerade um seine Existenz kämpft. Nach der Einigung auf die Verpachtung der Felder an die Grubers lässt Arthur den Vertrag platzen, als er von Annes und Martins Liebe erfährt. Ein anderer Käufer der Felder ist gefunden, der aber durch Martins Eingreifen abspringt. Letztendlich macht Arthur einen neuen Pachtvertrag mit den Grubers, unter der Bedingung, dass Martin seine Finger von Anne lässt. Anne versteht die Welt nicht mehr, als Martin sich abweisend verhält. Schließlich greift Lisbeth ein, sagt Arthur die Meinung, und die Liebenden Anne und Martin finden glücklich zueinander.
Susanne und Hans werden Eltern der kleinen Sophia. Doch die Frage nach dem Zusammenziehen und ein Angebot zum Verkauf des Gasthofs „Wilder Kaiser“ stehen zwischen ihnen. Susanne setzt sich durch: Sie behält den Gasthof und wird weiter dort wohnen.
In Lillis Beziehung mit Mario kriselt es: Sie möchte ihn mit Carsten, dem Sänger der Band „Ugly Feet“, eifersüchtig machen, verliebt sich in diesen, und die Beziehung mit Mario ist beendet.
Dr. Kahnweiler findet nach einem Missverständnis in Dr. Vera Fendrich, der Tochter des Chefarztes, eine Vertraute, woraus mehr zu werden scheint.

### Staffel 7
Dr. Martin Gruber möchte mit Anne in eine gemeinsame Zukunft starten. Als Martin und Arthur in eine handfeste Auseinandersetzung geraten, zieht Anne auf den Gruberhof. Hier möchte sie Hans im landwirtschaftlichen Bereich unterstützen, doch dieser sieht ihre Ideen als grobe Einmischung und macht ihr klar, dass er ihre Ratschläge nicht wünscht. So zieht Anne bald zurück auf des Vaters Hof, da dieser auch bewirtschaftet werden muss, solange sich Arthur in einer Entzugsklinik befindet. Hier finden Anne und Martin ein ungestörtes Liebesnest und beschließen, für die Zukunft zusammenzuziehen. Als Arthur aus der Entzugsklinik entlassen wird, macht er diese Pläne zunichte, da Anne seinen Hof übernehmen soll, und er aussagt, er würde sich alsbald eine andere Wohnung suchen. So legen Anne und Martin eine Beziehungspause ein, und Martin zieht zurück auf den Gruberhof.
Hans ist nicht nur von Annes Hof-Tipps genervt, sondern auch von Susanne, die von ihm verlangt, abends noch im Gasthof „Wilder Kaiser“ zu helfen. Er zieht aber zu ihr, damit die kleine Familie ein gemeinsames Zuhause hat. Doch Jonas‘ Lehrerin Mia Thalbach hat es ihm angetan, und er trifft sich häufiger mit ihr, um sorglose Zeit zu verbringen. In dem Moment, als er den Flirt endgültig beenden möchte, erfährt Susanne davon und setzt Hans vor die Tür.
Lilli hat Liebeskummer, da Carsten sich von ihr getrennt hat, als seine Band auf Tournee ging. In Anne findet Lilli eine Vertraute, die ihr gute Ratschläge gibt, als sie sich in einen Referendar verliebt. Als Carsten zurückkehrt, und Lilli mit ihm an gemeinsamen Songs arbeitet, kommen sich beide wieder näher.
Dr. Vera Fendrich zieht unterdessen bei Dr. Kahnweiler ein, obwohl der diese Beziehung nicht gutheißt, jedoch keine klaren Worte sprechen mag.
Hatte Lisbeth zwischenzeitlich das Gefühl, sie würde nicht mehr gebraucht und alle verließen sie, so sitzen die beiden Söhne zum Staffelende wieder einträglich auf dem Gruberhof.

### Staffel 8
Nachdem Arthur seiner Tochter Anne den Distelmeierhof überschrieben hat, versucht Martin, mit ihr dort glücklich zu werden. Da Arthur aber nicht von dort wegziehen möchte, gelingt dies nicht so recht.
Susanne verlässt Hans nach dessen Flirt mit Mia Thalbach, obwohl Hans dies gerne verhindert hätte. Als Single sucht er wieder Trost bei Mia, dieses Mal kommt es zu einem One-Night-Stand. Währenddessen zweifelt Susanne an der Trennung, aber als sie gerade einlenken möchte, erfährt sie von Hans‘ Nacht mit Mia.
Als Susanne und Martin aufeinandertreffen, jeder mit seinen Beziehungssorgen, kommt es zu einem Kuss. Diesen beobachtet Arthur, der von Anne vor die Tür gesetzt wurde und Obdach im „Wilden Kaiser“ sucht. Dieses Ass spielt Arthur bei Anne aus, sie weiß die Info nicht recht einzuordnen. Schließlich sprechen Anne und Martin sich aus, Arthur zieht sich auf eine Jagdhütte zurück. Doch Anne ist in Gedanken weiter bei ihrem alkoholkranken Vater, weshalb Martin die Trennung vollzieht.
Susanne zieht indes einen endgültigen Schlussstrich unter ihre Beziehung mit Hans, weil sie aufgrund des Kusses wieder Gefühle für Martin hegt, für den es ein Ausrutscher war. Als Hans erfährt, dass Martin nun der Trennungsgrund ist, verweist er ihn des Gruberhofes.
Martin nistet sich bei Dr. Alexander Kahnweiler ein, der mittlerweile in einer super Beziehung mit Dr. Vera Fendrich lebt, und genießt einen Flirt mit seiner ehemaligen Patientin Caro Sürth.
Lilli hat unterdessen Carsten und seine Band beim Songwriting unterstützt und darüber ihre Matura-Zulassung gefährdet. Nach Trennung von Carsten, der den Erfolg ohne sie genießen möchte, zieht Lilli während des Streits ihrer Väter zu Freund Franz. Gemeinsam planen sie, einige Monate in Neuseeland zu verbringen.
Schließlich verlässt Anne Ellmau, weil Arthur sich nicht helfen lassen will, woraufhin dieser versehentlich den Distelmeierhof niederbrennt und anschließend im Krankenhaus verstirbt.
Nach diesem Unglück raufen sich die Gruber-Brüder zusammen, erlauben Lilli drei Wochen Neuseeland mit Matura in der Abendschule, und Martin darf wieder in sein Elternhaus ziehen.

### Staffel 9
Nach dem Brand des Distelmeierhofs muss Anne die Angelegenheit mit der Versicherung regeln. Martin unterstützt sie dabei, indem er bei der Versicherungsangestellten Rike Jäger zu Protokoll gibt, dass er keine Alkoholisierung Arthurs bei der Erstversorgung festgestellt hat. Rike und Martin treffen bei einem Konzert wieder aufeinander. Während Anne nach Paris abgereist ist, werden sich die beiden zunehmend sympathischer. Nachdem Rike auch mal seine medizinische Hilfe in Anspruch nehmen musste, werden die beiden ein Paar.
Unterdessen kann Lisbeth durch ihre beim Brand erlittene Rauchgasvergiftung nicht viel auf dem Gruberhof helfen, sondern muss sich schonen. Lilli, die zu ihrem 18. Geburtstag überraschend aus Neuseeland zurückgekehrt ist, springt somit ein. Doch bald merkt sie, dass der harte körperliche Job nichts für sie ist und nimmt Martins Angebot, in der Praxis auszuhelfen, an. Gemeinsam mit Irena Bornholm kümmert sie sich um die Anmeldung.
Hans Gruber indessen wird bei Peter Geis, dem Inhaber der „Mountain Profis“, öfters zur Aushilfe als Bergtourenführer angefordert, weil dessen Frau im Koma liegt. Er findet großen Gefallen daran. Da er im Gruberhof keine Zukunft sieht ohne Unterstützung, verkauft er die Kühe und stellt die Arbeit ein. Lisbeth ist ihm deshalb sehr böse, zieht zu Susanne und hilft in deren Gasthof aus. Susanne selbst versteht sich mit Hans auf einer freundschaftlichen Ebene und genießt einen Flirt mit einem Gast.
Vera möchte gerne Nachwuchs mit Alexander haben, aber nach entsprechenden Untersuchungen steht fest, dass Vera unfruchtbar ist. Nachdem sie auf das Kind von Schwester Martha aufgepasst haben, ist Alexander mit einer Adoption einverstanden, Vera aber hat gemerkt, dass ein Kind mit ihrer Arbeit nicht zu vereinbaren ist.
Der Versicherungsfall Distelmeier wird neu aufgerollt, Anne reist aus Paris an und kommt bei den Grubers unter, da ihr die finanziellen Mittel für ein Hotel fehlen. Martin ist nicht bereit, weiter für Anne zu lügen und seinen Job aufs Spiel zu setzen und gibt gegenüber der Versicherung zu, die Unwahrheit gesagt zu haben. Nachdem Anne jetzt auf ihren Schulden sitzen bleibt und auch noch erfährt, dass Rike und Martin ein Paar sind, reagiert sie sehr sauer. Lisbeth hingegen sieht eine Chance, den Gruberhof mit Anne, die Felder aus ihrer Konkursmasse herausholen kann, wieder zu bewirtschaften. Anne kann Hans überzeugen und Lillis Interesse an einem Agrarwissenschaftsstudium wecken. Als es beschlossene Sache ist, möchte Martin zu Rike ziehen, um Anne zukünftig aus dem Weg zu gehen.

### Staffel 10
Auf dem Gruberhof starten Anne, Lisbeth und Hans in die gemeinsame Bewirtschaftung. Obwohl es zu Anfang ein paar Streitigkeiten gibt, raufen sie sich bald zusammen, holen die Kühe zurück und pachten noch Felder dazu. Lilli teilt ihre Zeit auf: Hälfte Hofarbeit, Hälfte Praxis.
Da Anne auch auf dem Gruberhof lebt, zieht Martin aus. Rike hätte gerne, dass er bei ihr einzieht, aber da Rikes Sohn Lukas, der am Borderline-Syndrom leidet, aus dem Heim entlassen wurde, zieht Martin ein Appartement vor. Bei der gemeinsamen Zeit, die Martin mit Rike verbringt, ist auch Lukas zugegen, kocht für die beiden. Doch die beiden merken, dass sie zu dritt keine Zukunft haben und trennen sich. Als Lukas davon erfährt, flippt er aus und verschwindet. Martin vermutet ihn in einem neuen Klettergebiet, von dem er ihm erzählt hat, und sucht ihn. Als er ihn gefunden hat, stößt Lukas ihn in einer manischen Phase den Berg runter und lässt ihn zurück. Anne, die mitbekommen hat, dass Martin Lukas suchen wollte, nimmt ihn sich zur Brust. So kann Martin gefunden werden, der zum Glück keine ernsthaften Verletzungen davon getragen hat. Er stürzt sich gleich wieder in die Arbeit, aber nimmt das Angebot seiner Familie an, wieder auf den Gruberhof zu ziehen. Im Gegenzug kommt Anne im Appartement unter.
Unterdessen hat Hans mitbekommen, dass Susanne wieder Besuch von dem Geologen Tim in ihrer Gaststätte hat. Die beiden verlieben sich, auch um Tochter Sophia kümmert sich Tim liebevoll. Das missfällt Hans, er hat Angst, Sophia zu verlieren. Als Susanne dann auch noch ein Angebot aus Wien als Lehrerin an einer Kochschule annehmen und mit den beiden dorthin ziehen möchte, zieht Hans ein Ass aus dem Ärmel. Susanne entscheidet sich für Ellmau, Tim verlässt sie wütend, und Hans kümmert sich wieder glücklich um Sophia. Lisbeth versucht nun noch, über ein Dating-Portal eine neue Frau für Hans zu finden, doch das erste Treffen geht gründlich daneben.
Vera und Alexander möchten ein Kind adoptieren und nehmen Jens-Torben zur Probe aus dem Heim zu sich. Vera findet ihn zu altklug, aber nachdem Martin ihr ins Gewissen geredet hat, entscheidet sie sich, ihm gemeinsam mit Alexander eine neue Familie zu geben.
Obwohl Martin Anne aus dem Weg gehen möchte, ist eine gewisse Anziehung vorhanden, sie haben einen One-Night-Stand und ein Date. Anne sieht ihn ein paar Tage später mit einer Patientin, deutet es falsch und macht ihm Vorwürfe. Daraufhin beendet Martin endgültig die Liaison, woraufhin Anne sich komplett von den Grubers abwendet, ihre Felder mitnimmt und einen anderen Hof pachtet. Damit stehen die Grubers vor dem finanziellen Ruin.

### Staffel 11
In Ellmau taucht nach 25 Jahren überraschend Ludwig Gruber auf, der Schwager von Lisbeth und Onkel von Martin und Hans. Er ist schwerkrank und möchte sich versöhnen. Seinerzeit wollte er den Erbanteil des Hofs von seinem Bruder Johann, hat dann aber verzichtet und ist mit ihm auf Bergwanderung gegangen. Von dieser ist nur er zurückgekehrt, Johann ist tödlich verunglückt. Im Raum steht seither, dass Ludwig für den Tod verantwortlich gewesen sein könnte, was dieser abstreitet. Martin und Lisbeth, die noch ein Geheimnis hütet, möchten, dass Ludwig verschwindet. Hans versteht sich gut mit ihm und seit der Gruberhof erfolgreich auf den Direktvertrieb der Milch umgestellt hat, und Lisbeth auf Akquise ist, kann er seine Mitarbeit dort gut gebrauchen. Auch Lilli, die inzwischen eine Ausbildung in der Arztpraxis angefangen hat, ist mit Ludwig auf einer Wellenlänge und leidet unter Lisbeths und Martins Ablehnung gegenüber Ludwig. Als Ludwig entgegen Martins und Hans‘ Plan Lilli ein Auto kauft, ist Martin sehr erbost. Schließlich ist Lisbeth bereit zu einer Aussprache mit Ludwig. Die Monate vor Johanns Tod hatten beide eine Affäre, sie war in Ludwig verliebt. Als sie dies auch ihrer Familie gesteht, sind alle sprachlos. Wütend zieht Lilli zu Ludwig in die von ihm gemietete Hütte.
Das Liebesleben von Martin und Hans bleibt zwischenzeitlich auf der Strecke. Martin sieht zwei Mal kurz Anne, aber fühlt sich zu der neuen, sehr sympathischen Apothekerin Franziska Hochstetter hingezogen, mit der er gerne mal ein Feierabendbier trinkt.
Vera und Alexander kommen mit ihrem Pflegesohn Jens-Torben gut klar, einzig die Nachricht, dass dieser der leibliche Sohn von Alexander sein könnte, da er seine Mutter kannte, bringt die beiden ein wenig aus dem Gleichgewicht. Der Verdacht bestätigt sich nicht, nun möchten beide Jens-Torben adoptieren, aber dafür müssen sie heiraten.
Frau Bornholm kündigt ihren Job bei Martin, da sie bei einer Freundin anfangen möchte, die sich als Ärztin selbstständig macht.
Um ihn loszuwerden, bringt Martin Ludwig aufgrund seiner Erkrankung in einer Studie in Wien unter, aber da dort alle Plätze belegt sind, wird seine Anlaufstation das Krankenhaus in Hall, sehr zum Ärger von Martin. Er fordert Ludwig auf, dass er sich zukünftig von seiner Familie fernhalten soll. Lilli allerdings feiert mit Ludwig im „Wilden Kaiser“, dass er in Ellmau bleibt, doch auf dem Heimweg haben sie einen Autounfall, bei dem Lilli schwerer verletzt wird. Damit steigt der Hass auf Ludwig, zumal er nach Alkoholgenuss nicht hätte fahren dürfen. Auch Lilli verhält sich jetzt abweisend ihm gegenüber. Ludwig holt zum Gegenschlag aus: Er fordert seinen Erbanteil des Hofes.

### Staffel 12
Nachdem überraschend Dr. Roman Melchinger verstorben ist, und Frau Bornholm auch gekündigt hat, müssen Martin und Lilli die Praxis neu ordnen. Als neue Sprechstundenhilfe ist Linn Kemper ein Glückstreffer, sie ist neben der medizinischen Unterstützung patent und pfiffig. Lilli ist aufgrund ihrer Ausbildung nun vermehrt in der Berufsschule.
Zwischen der Apothekerin Franziska Hochstetter und Martin entwickelt sich eine lockere Affäre. Anne zieht vorübergehend in das Haus neben Franziska ein, scheint zudem ein kleines Alkoholproblem zu entwickeln, so dass Martin sich um sie kümmert. Das missfällt Franziska.
Ludwig fordert weiterhin seinen Erbanteil des Hofes, Gespräche im Guten führen nicht zum Erfolg. Aufgrund der finanziellen Lage des Gruberhofs und der neu entdeckten Liebe zu Susanne möchte Hans den Hof verkaufen und zu ihr ziehen. Das würde zudem genug Geld für alle ergeben, Ludwig könne auch ausbezahlt werden. Lilli und Martin sind wütend, weil sie ihr Zuhause nicht aufgeben möchten. Ludwig verzichtet schließlich auf den Erbschaftsstreit unter der Bedingung, dass Lisbeth sich zu einem gemeinsamen Abendessen trifft. Die beiden erleben Erinnerungen an alte Zeiten, sie kommen sich wieder näher und schmieden gemeinsame Reisepläne.
Vera und Alexander treten nach diversen Vorbereitungen und Pannen vor den Traualtar.
Nachdem Martin das Haus von Roman geerbt hat, kümmert sich Linn Kemper um die Renovierung von Romans Wohnung und der Praxisräume. In Romans Wohnung lässt Martin Anne wohnen. Lilli zieht mit ein, da sie den Familienproblemen entkommen möchte.
Als schließlich ein Käufer für den Gruberhof gefunden ist, kann Anne im letzten Moment den Verkauf verhindern, indem sie als Pächterin des Hofs die „Gruber-Milch“ mit finanzieller Unterstützung der Bank etablieren möchte. Hans ist einverstanden.
Als Lisbeth erfährt, dass Ludwig seinerzeit seinem Bruder von der Liebe zu ihr erzählt hatte, was anders vereinbart war, tritt sie die geplante Reise mit Ludwig nicht an. Ludwig verlässt Ellmau alleine.

### Staffel 13
Martin steht zwischen Franziska und Anne. Obwohl von seiner und von Annes Seite geplant war, in der Zukunft rein geschäftlich und freundschaftlich miteinander zu verkehren, wird rasch deutlich, dass es für beide so einfach nicht ist. Dennoch steht Martin anfangs treu an Franziskas Seite. Sie braucht ihn auch mehr denn je, da ihr Vater schwer erkrankt ist und recht bald auch an der Krankheit stirbt. In dieser Zeit unterstützt sie Martin und begleitet sie auch zur Beerdigung nach München. Dort sieht er, dass Franziskas Familie mehr als nur vermögend ist.
Anne kümmert sich derweil mit Lisbeths Hilfe darum, die Gruber-Milch zum Erfolg zu führen. Immer stärker arbeitet sie dabei mit dem Landwirt Gregor Schachner zusammen. Dieser bringt gute Ideen ein und macht ihr lukrative Angebote, sowohl bei der Abnahme der Rohmilch als auch beim Ausbau der Kapazitäten. Die Grubers unterstützen Anne dabei, bei allen bleiben aber Restzweifel, ob Gregors Absichten durch und durch ehrlich sind. Im weiteren Verlauf kommen sich Anne und Gregor auch privat näher, eine gemeinsame Nacht bezeichnet sie später aber als Ausrutscher und macht Gregor klar, dass sie nur geschäftlichen Kontakt möchte.
Martin spürt zunehmend, dass seine Gefühle für Franziska nicht stark genug sind. Ihre Angebote, die ihn beruflich weiterbringen würden, und ihr Vorschlag, gemeinsam nach New York zu gehen, wo Martin für eine Gesundheitsorganisation arbeiten könnte, schlägt er letztendlich aus.
Hans hat sich mittlerweile ganz aus dem Gruberhof zurückgezogen und ist zu Susanne gezogen. Er genießt das Familienleben und seine Vaterrolle. Susanne entgeht es nicht, dass er aber zunehmend unzufriedener wird. Seine Aushilfstätigkeit im Gasthaus füllt ihn nicht aus. Er nimmt daher das Angebot an, als Bergführer Wandergruppen zu führen, aber auch das bietet ihm keine Befriedigung. Es wird deutlich, dass Hans gerade jetzt, wo die Gruber-Milch ein Erfolg zu werden verspricht, gerne dabei wäre.
Lilli sieht es als ihre Aufgabe an, Martin und Anne wieder zusammenzubringen. Sie macht ihrem Vater teils heftige Vorwürfe, er würde nicht seinem Herzen folgen und nicht um seine wahre Liebe kämpfen. Tatsächlich trennt sich Martin letztendlich von Franziska. Recht bald erzählt er auch Anne von der Trennung und sagt offen, dass er sich nach einem Neustart mit ihr sehnt. Die beiden kommen wieder zusammen, Martin verspricht dabei auch, dass er sich in Zukunft aus ihren geschäftlichen Belangen heraushalten will.
Annes Zusammenarbeit mit Gregor ist erfolgreich. Er versucht nun, die beruflichen Beziehungen vertraglich weiter abzusichern, und schlägt vor, einen Gesellschaftervertrag abzuschließen. Er fordert, dass die Anteile an der Gruber-Milch zu gleichen Teilen an Anne, Hans und ihn fallen. Anne und Hans stimmen dem letztendlich zu. Dass Anne mit Martin glücklich ist, missfällt Gregor. Gegenüber Martin lässt er sich zu Sticheleien unter Männern hinreißen. Kurz vor der Vertragsunterzeichnung ändert Gregor einen Passus: Hans solle zwar seinen Anteil behalten, aber kein aktives Stimmrecht mehr besitzen. Anne kann diesen Schritt sogar verstehen, da Gregor sich nicht dauerhaft überstimmen lassen möchte, wenn er selbst so viel mit einbringt. Auch Hans will Anne auf ihrem Weg unterstützen, alle bleiben aber skeptisch, ob man Gregor voll vertrauen kann. Martin entschließt sich deshalb, hinter Annes Rücken mit Franziska zu reden, und bittet sie, den Vertrag von ihrem Anwalt prüfen zu lassen. Dieser bestätigt, dass der Vertrag rechtlich einwandfrei ist, gibt aber zu bedenken, dass Gregor langfristig Anne unter Druck setzen könnte, damit sie ihm Hans’ Anteile – und mit ihnen verbunden: die dazugehörigen Stimmrechte – überträgt. Damit wäre die Gruber-Milch unter seiner Kontrolle. Zu Martins Überraschung ist Anne nicht sauer über seine Aktion, ganz im Gegenteil: Sie sagt, dass eine Beziehung zu ihm auch beinhalte, dass er sich sorgend in ihr Leben einmische.
Als Anne daraufhin die Unterzeichnung ablehnt, zeigt Gregor sein wahres Gesicht. Er versperrt ihr den Zugang zur Abfüllanlage, indem er behauptet, dass sie kaputt sei und seine Leute keine Zeit für eine Reparatur hätten, und droht ihr, sie wirtschaftlich zu vernichten, sollte sie den Vertrag nicht unterzeichnen. Weil trotz des bereits bestehenden Vertrages zur Abfüllung der Milch alle Versuche, die Gruber-Milch zu retten, rasch scheitern, entschließt sich Martin zu einem zweiten, verborgenen Schritt und sucht erneut Franziska auf. Er bittet sie rein aus Freundschaft, in die Geschäfte einzugreifen. Franziska sucht tatsächlich Gregor auf und macht ihm ein überraschendes Angebot. Zu einem wohl mehr als großzügigen Preis soll ihre Holding die Abfüllanlage übernehmen, gleichzeitig solle sich Gregor in Zukunft von Anne fernhalten. Sollte er das Angebot ablehnen, droht sie ihm mit einer Prozesslawine. Gregor bleibt verdutzt zurück.
Die Gruber-Milch ist damit gerettet. Dennoch kommt es im Familienrat zu einem heftigen Streit, Anne ist schwer enttäuscht von Martins Aktion. Lilli sieht die Beziehung nun vor dem Aus. In diesem Moment macht Martin Anne einen Heiratsantrag, den Anne schlussendlich annimmt.

### Staffel 14
Anne und Martin freuen sich auf ihre Hochzeit, bauen das Dachgeschoss des Gruberhofs aus, und Anne äußert einen Kinderwunsch. Nach einem Besuch bei ihrer Frauenärztin muss sie sich einem gynäkologischen Eingriff unterziehen, nach dem sie voraussichtlich keine Kinder mehr bekommen kann, was sie sehr traurig stimmt. Als zum gleichen Zeitpunkt Franziska wieder anreist, um Martin zu sagen, dass sie im 6. Monat schwanger mit seinem Sohn sei, verheimlicht dieser die Info vor Anne. Anne erwischt ihn aber bei einem Krankenhaus-Besuch von Franziska und erfährt es so. Franziska will Martin in die Elternschaft sehr einbeziehen, indem sie in Ellmau wohnen und das gemeinsame Sorgerecht vereinbaren will. Martin möchte dies um Annes Willen nicht. Um seine Liebe zu Anne zu untermauern, bauen die Grubers das Dachgeschoss in einer Nacht- und Nebelaktion fertig, und Martin organisiert einen baldigen Hochzeitstermin. Anne ist begeistert, doch kurz vor dem Aufbruch zur Kirche erreicht Martin die Nachricht, dass Franziska einen Unfall hatte. Er eilt zu ihr ins Krankenhaus, die Hochzeit findet nicht statt.
Hans‘ Liebesleben bekommt neuen Schwung: Nachdem er Linn beim Umzug geholfen hat, die von ihrem Freund verlassen wurde, gibt es zufällige weitere Treffen: In der Praxis und während Linns Aushilfe auf dem Gruberhof. Es entwickelt sich eine zarte Liebe. Hans genießt dies sehr, da Susanne mehr mit dem Gasthof beschäftigt ist als Zeit für ihn zu haben. Als Lilli die beiden erwischt, stellt sie Linn zur Rede und verbietet ihr, eine Familie zu zerstören. Susanne kommt den beiden auch auf die Schliche und verlangt von Linn, zu kündigen und wegzuziehen. Linn reicht die Kündigung auch ein, aber Hans bekennt sich zu seiner Liebe und möchte es mit ihr versuchen.
Lilli bekommt auch wieder jemanden an ihre Seite: Sie lernt Robert Schwarz kennen und lieben.
Währenddessen möchte Alexander den Chefarztposten der Chirurgie bekommen, erhält aber unerwartet Konkurrenz von Dr. Johanna Rüdiger, die neu in der Klinik anfängt und ihm medizinisch überlegen scheint. Aufgrund Fördergelder in Millionenhöhe, die Dr. Rüdiger einbringen kann, ernennt Vera sie zur Chefärztin. So bewirbt Alexander sich an der Münchener Uniklinik für das Kompetenzteam einer ärztlichen Koryphäe. Dr. Rüdiger macht dies auch, doch beide werden nicht genommen. Vera missbilligt es, dass sich Dr. Rüdiger nach Ernennung zur Chefärztin umgehend woanders beworben hat und überträgt Alexander den Chefarztposten der Chirurgie.
Nachdem die Hochzeit von Anne und Martin ins Wasser gefallen ist, und es Franziska wieder besser geht, spricht Anne mit ihr und fordert sie auf, Ellmau zu verlassen und ihrer Liebe zu Martin nicht im Wege zu stehen. Franziska, deren Gefühle für Martin wieder aufgeflammt sind, teilt mit, dass sie nach New York gehen wird. Martin unterstützt diese Entscheidung.

### Staffel 15
Die hochschwangere Franziska erleidet bei ihrem Abflug in die USA eine Eklampsie und gerät ins Koma. Franziskas Mutter, Thea Hochstetter, ist davon überzeugt, dass Martin, da er die Flugtauglichkeit ihrer Tochter attestierte, einen Fehler und sich somit schuldig gemacht hatte am Zustand von Franziska. Sie verfügt, dass nur direkte Angehörige ihre Tochter besuchen dürfen und erwirkt eine Anzeige gegen Martin wegen des Verdachts auf fahrlässige Körperverletzung. Martin besucht Franziska trotzdem und erfährt von Alexander, dass aufgrund im Laufe der Zeit gestiegener Entzündungswerte und Nierenretention die Geburt vorzeitig eingeleitet werden muss. Kurz darauf fordert Thea ihn auf, einen Vertrag zu unterschreiben, der ihr das alleinige Sorgerecht zusichert, sonst würde sie die Abfüllanlage der Grubermilch schließen. Diese gehört Franziska und somit ist Thea ihre gesetzliche Vertretung. Martin weigert sich zu unterschreiben, was auch Anne unterstützt. Sie möchte mit ihm seinen kleinen Sohn aus der Klinik abholen. Die Grubers finden indessen keine andere Abfüllmöglichkeit ihrer Milch und sehen sich am Rande ihres Ruins. Hans ist wütend auf seinen Bruder Martin und drängt ihn, den Vertrag zu unterschreiben, der ihm trotzdem den Umgang mit seinem Sohn und die Eintragung als Vater in die Geburtsurkunde zusichert. Schließlich unterschreibt Martin den Vertrag zur Sorgerechtsabtretung und liefert seinen Sohn bei Thea ab. Dort entdeckt er ein Medikament gegen Bluthochdruck. Die Ärzte folgern, dass Franziska den Bluthochdruck von ihrer Mutter geerbt haben könnte, was erst im Flugzeug und durch eine Störung des Hormonstoffwechsels zum Ausbruch kam, einen Mikroinfarkt im Hirn auslöste und im Koma endete. Somit bauen die Ärzte Franziskas Hormonhaushalt wieder auf, sie erwacht kurze Zeit später. Martin informiert Thea darüber und verdeutlicht ihr, dass sie jetzt ihre ganze Zeit für ihre Tochter brauchen würde und sie die Mutter sein könnte, die sie nie war. Thea sieht das ein und noch am selben Tag nimmt der Kleine sein neues Zuhause auf dem Gruberhof ein.
Hans genießt seine Dates und Beziehung mit Linn, die sich auch mit seiner Tochter Sophia super versteht. Susanne nimmt sich derweil eine dreiwöchige Auszeit und lernt in ihrem Urlaubshotel den Zimmernachbarn „Clive“ näher kennen. Sie verraten sich nicht ihre richtigen Namen und Kontaktdaten, daher kann Susanne ihn auch im Nachhinein nicht mehr erreichen, als sie Sehnsucht hat. Zufällig bucht „Clive“, der mit richtigem Namen Paul heißt, sich wenig später in Susannes Gaststätte ein, da er eine familiäre Angelegenheit vor Ort klären möchte. Beide sind erfreut sich wiederzusehen. Umso überraschter reagieren Susanne und Hans, als sich wenig später herausstellt, dass Paul Linns Vater ist, der sie und ihre Mutter einst sitzenließ.
Lilli schließt ihre Ausbildung bei Martin ab und unterstützt ihren neuen Freund Robert beim Aufbau und der Eröffnung seiner Motorradwerkstatt. Sie überlegt, in München Medizin zu studieren. Robert fürchtet die Entfernung, hätte sie lieber zur bürokratischen Unterstützung in seiner Werkstatt. So engagiert er eine Freundin, eine Bewerberin auf diesen Posten vorzuspielen, um Lilli unter Druck zu setzen. Lilli beißt an, kündigt bei Martin und will bei Robert fest einsteigen. Doch dann bekommt sie Wind von dem Komplott und lässt Robert mit einer Ohrfeige zurück.
Dr. Johanna Rüdiger umgarnt Alexander. Vera beobachtet dies mit Argwohn und fordert Alexander auf, Dr. Rüdiger zu entlassen. Da dieser dies nicht fertig bringt, da er Dr. Rüdiger für unverzichtbar hält, besorgt Vera dies kurzerhand selbst. Verletzt zieht sich Dr. Rüdiger zurück, bis sie sich bei einem zufällig gemeinsamen Angeltrip mit Alexander aussprechen kann und die beiden sich anfreunden. Alexander beschließt daraufhin, sie nicht nur zu behalten, sondern sie auch zu seiner Stellvertreterin zu machen, was Vera sehr verärgert. Später erkennen Vera und Alexander, dass sich Dr. Rüdiger in Wahrheit zu Frau Dr. Tippner hingezogen fühlt, was Veras Anspannung zumindest teilweise löst.
Anne und die Grubers kümmern sich liebevoll um den kleinen Johann, wie ihn Franziska und Martin nach Martins Vater nennen. Anne ist sich bewusst, dass sie Johann nicht für immer auf dem Gruberhof behalten kann, trotzdem geht sie in ihrer Mutterrolle auf. Franziska befindet sich in der Reha, muss wieder laufen lernen. Als sie erfährt, wie ihre Mutter während ihres Komas mit Martin umgegangen ist, ist sie sehr verärgert, versöhnt sich aber mit ihr. Nachdem Franziska aus der Reha entlassen wurde, bringt Martin ihr Johann. Sie plant ihren Umzug nach New York, aber Martin könne sie regelmäßig mit ihrem Privatjet besuchen kommen. Als Franziska vorerst nach München abreist, erscheint auch Anne, um sich von Johann zu verabschieden. Anne hat sich ebenfalls entschieden, Ellmau zu verlassen und trennt sich von Martin. Sie hinterlässt ihm einen Abschiedsbrief und ihren Verlobungsring. Sie liebe ihn noch immer, aber nicht genug für ein ganzes Leben miteinander, und die Zukunft, welche die beiden sich vorgestellt haben, gäbe es nicht mehr. Martin solle sich frei fühlen, Franziska und Johann zu besuchen oder die beiden auf den Gruberhof einzuladen. Martin bricht daraufhin weinend zusammen.

### Staffel 16
Martin bemüht sich mit Annes Weggang und mit der Fernbeziehung zu seinem kleinen Sohn klar zukommen. Ablenkung bringt der landwirtschaftliche Familienbetrieb, für den aktuell eine Lösung zum Erhalt der Grubermilch gesucht wird. Hier hat zwar Hans Gruber die Hauptarbeit, doch hat Martin ein Mitspracherecht bei allen großen Entscheidungen. Beide Brüder sind sich anfangs darüber einig, Rolf Pflüger, Hans’ Schwiegervater und dessen Tochter Caro, die gern bei der Grubermilch einsteigen möchten, auf Distanz zu halten. Allerdings wächst Lillis Interesse an ihrem Großvater und ihrer Tante, da beide ihr viel über ihre verstorbene Mutter erzählen könnten. Doch Martin möchte aus ganz persönlichen Gründen eine Wiederannäherung zwischen den Grubers und den Pflügers verhindern. Damit bringt er aber seine Mutter immer mehr in einen seelischen Konflikt, die um Martins Geheimnis weiß; ebenso Caro, die möglicherweise nicht länger schweigen wird, wenn die Grubers nicht auf das Angebot ihres Vaters eingehen. Doch nach vielem Hin und Her sieht sie ein, dass es besser wäre zu schweigen und signalisiert Martin, dass sie Hans und Lilli nichts sagen wird. Doch die Vergangenheit und das Geheimnis lassen Martin keine Ruhe und er beschließt, seinem Bruder Hans endlich die ganze Wahrheit zu sagen. Entgegen seiner früheren Behauptung, wonach er nur eine Affäre mit Hans’ Frau Sonja gehabt hätte, gibt er nun ein monatelanges Verhältnis mit ihr zu und behauptet, Sonja hätte Hans für Martin verlassen wollen. Damit hinterlässt Martin in seiner Familie einen Scherbenhaufen. Hans ist zutiefst verletzt und besteht darauf, nicht mehr mit seinem Bruder unter einem Dach zu leben. Martin packt daraufhin seine Sachen und zieht in die Arztpraxis. Lilli weiß durch Martins Geständnis allerdings jetzt, dass sie in wahrer Liebe gezeugt wurde. Der Zwist der Gruberbrüder mündet in einem massiven Streit über den Familienbetrieb, woraufhin Hans verkündet, das Angebot seines Schwiegervaters anzunehmen und darüber allein zu entscheiden, weil er früher auch nicht gefragt wurde, ob er den Betrieb überhaupt übernehmen wolle. Martin ist darüber verärgert und plant, für eine längere Zeit in die USA zu seinem Sohn zu reisen. Schon im Flieger sitzend erhält er einen Anruf, dass seine Mutter mit einem Kollaps ins Krankenhaus gebracht wurde. Daraufhin bricht er seine Reise ab und eilt in die Klinik.
Hans’ Beziehung mit Linn läuft gut, und auch Susanne ist mit Paul fest liiert. Sie erziehen Tochter Sophia gemeinsam und abwechselnd. Aufgrund des Streits der Gruberbrüder miteinander überlegt Linn, ihre Anstellung bei Martin aufzugeben, um nicht in einen Interessenkonflikt zu geraten. Probleme bereitet ihr zudem die Anwesenheit ihres Vaters, dem sie nicht verzeihen kann, was er ihrer Mutter damals angetan hat.
Lilli hat ihre Ausbildung in der Klinik bei Vera Fendrich und Alexander Kahnweiler begonnen. Deren Ehe gestaltet sich harmonisch wie lange nicht, dennoch wird ihnen von Prof. Tippner eine Eheberatung aufgezwungen, nachdem Vera behauptet hat, Alexander habe mit Dr. Rüdiger eine Affäre. In Wahrheit setzt sie dieses Gerücht jedoch nur in die Welt, um Dr. Rüdigers heimliche Beziehung zu Tippners Frau zu schützen. Schließlich gesteht Dr. Tippner ihrem Mann aber doch alles, der nun Vera und Alexander um eine Eheberatung bittet.

### Staffel 17
Lisbeth liegt nach ihrem Zusammenbruch im Krankenhaus. Sie will jedoch nicht, dass Martin in die Untersuchungen mit einbezogen wird. Damit muss sich Martin erst einmal abfinden. Er und sein Bruder Hans beginnen wieder miteinander zu reden. Martin bietet Hans seine Hilfe bei der Landwirtschaft an. Da sein ursprünglich geplanter Aufenthalt in New York bis auf weiteres verschoben ist, nimmt er eine Einladung von Karin Bachmeier an. Die beiden nähern sich an und es kommt zu weiteren Treffen.
Linn Kemper kehrt nach ihrer Deutschland-Tour zurück und trifft sich noch einige Male mit Hans. Sie ist sehr enttäuscht von Hans’ Verhalten und die beiden merken, dass ihre Beziehung keine Zukunft hat. Sie trennen sich jedoch freundschaftlich.
Martin macht seine Praxis wieder auf und sucht eine neue Sprechstundenhilfe.

## Besetzung

### Aktuelle Besetzung
| Schauspieler       | Rollenname                          | Folgen              | Staffeln | Jahre       | Rollenbeschreibung |
| ------------------ | ----------------------------------- | ------------------- | -------- | ----------- | --- |
| Hans Sigl          | Dr. Martin Gruber                   | 1–                  | 1–       | 2008–       | Bergdoktor, Hauptcharakter der Serie, Sohn von Lisbeth, Bruder von Hans, Vater von Lilli und Johann, Ehemann von Karin, Ex-Freund von Franziska, Ex-Verlobter von Anne     |
| Heiko Ruprecht     | Hans Gruber                         | 1–                  | 1–       | 2008–       | Besitzer des Gruberhofs, Sohn von Lisbeth, Bruder von Martin, Quasi-Vater von Lilli, Vater von Sophia, Ex-Lebensgefährte von Susanne, Ex-Freund von Linn, Affäre von Julia |
| Monika Baumgartner | Elisabeth „Lisbeth“ Gruber          | 1–                  | 1–       | 2008–       | Oberhaupt der Familie Gruber, Mutter von Martin und Hans, Großmutter von Lilli, Sophia und Johann                                                                          |
| Ronja Forcher      | Lilli Gruber                        | 1–                  | 1–       | 2008–       | ehemalige Arzthelferin von Martin, Tochter von Martin und Quasi-Tochter von Hans, Enkelin von Lisbeth und Rolf, Ex-Freundin von Robert, Freundin von David                 |
| Natalie O’Hara     | Susanne Dreiseitl                   | 1–                  | 1–       | 2008–       | Inhaberin des „Wilden Kaisers“, Mutter von Sophia, Ex-Lebensgefährtin von Hans, Ex-Freundin von Paul                                                                       |
| Mark Keller        | Dr. Alexander Kahnweiler            | 1–                  | 1–       | 2008–       | Chefarzt an der Klinik in Hall, bester Freund von Martin, Ehemann von Vera, Adoptivvater von Jens-Torben                                                                   |
| Rebecca Immanuel   | Dr. Vera Fendrich                   | 66–                 | 6–       | 2013–       | Klinikleiterin und Ärztin an der Klinik in Hall, Ehefrau von Alexander, Adoptivmutter von Jens-Torben                                                                      |
| Ylvi Unertl        | Sophia Gruber                       | 117, 121–125, 129–  | 13–      | 2020–       | Tochter von Hans und Susanne, Enkelin von Lisbeth, Schulfreundin von Lukas                                                                                                 |
| Annika Ernst       | Dr. Johanna Angelika „Geli“ Rüdiger | 126–                | 14–      | 2021–       | stellvertretende Chefärztin an der Klinik in Hall, Ex-Affäre von Christina                                                                                                 |
| Barbara Lanz       | Caro Pflüger                        | 141–                | 16–      | 2022–       | Tochter von Rolf, Schwester von Sonja, Ex-Ehefrau von Claus |
| Hilde Dalik        | Karin Bachmeier                     | 141, 146–           | 16–      | 2022–       | Bankerin, Mutter von Josie, Ehefrau von Martin |
| Lieselotte Voß     | Josephine „Josie“ Bachmeier         | 141, 150, 152, 157– | 16–      | 2022, 2024– | Tochter von Karin |
| Nathalie Schott    | Julia Andermatt                     | 142–                | 16–      | 2023–       | Bankerin, Mutter von Lukas, Affäre von Hans |
| Frédéric Brossier  | David Kästner                       | 149–                | 17–      | 2024–       | Arzthelfer von Martin, ehemaliger Sanitäter, Freund von Lilli |
| Mattis Feldmann    | Lukas Weiler                        | 162–                | 18–      | 2025–       | Sohn von Julia, Schulfreund von Sophia |

### Ehemalige Besetzung
Sortiert nach der Reihenfolge des (letztmaligen) Ausstiegs.
| Schauspieler         | Rollenname                                    | Folgen                        | Staffeln  | Jahre                | Rollenbeschreibung                                                                           |
| -------------------- | --------------------------------------------- | ----------------------------- | --------- | -------------------- | -------------------------------------------------------------------------------------------- |
| Gerd Silberbauer     | Julius Hofmeister                             | 3–6                           | 1         | 2008                 | Alte Liebe von Lisbeth                                                                       |
| Mareike Fell         | Christina Pagel                               | 1–8                           | 1         | 2008                 | Krankenschwester an der Klinik in Hall, dann Arzthelferin von Dr. Gruber                     |
| Jörn Hinrichs        | Günther                                       | 1–9, 14                       | 1–2       | 2008–2009            | Arbeitet bei der Bergwacht                                                                   |
| Hermann Giefer       | Franz                                         | 1–8, 14, 18–21                | 1–2       | 2008–2009            | Arbeitet bei der Bergwacht                                                                   |
| Sonja Beck           | Schwester Johanna                             | 11–21                         | 2         | 2009                 |                                                                                              |
| Hansi Jochmann       | Monika Schneider                              | 12–16, 20–26                  | 2–3       | 2009–2010            | Arzthelferin von Dr. Gruber                                                                  |
| Konstantin Graudus   | Jörg Dreiseitl                                | 8–28                          | 1–3       | 2008–2010            | Ehemann von Susanne Dreiseitl                                                                |
| Michael Vogtmann     | Prof. Böning                                  | 6–12, 25–26, 34, 37           | 1–3       | 2008–2010            | ehemaliger Leiter der Klinik in Hall                                                         |
| Tessa Mittelstaedt   | Dr. Andrea Junginger †                        | 16–40                         | 2–4       | 2009–2011            | Rechtsanwältin, Ex-Verlobte von Dr. Gruber                                                   |
| Anna Hippert         | Sarah Hoffmann                                | 13–21, 27–32, 36–43           | 2–4       | 2009–2011            | Tochter von Klara Hoffmann                                                                   |
| Johannes Brandrup    | Tom Imhoff †                                  | 49–58                         | 4–5       | 2011–2012            | Mann von Dr. Imhoff                                                                          |
| Pia Baresch          | Dr. Lena Imhoff                               | 39–60                         | 4–5       | 2011–2012            | Gynäkologin an der Klinik in Hall                                                            |
| Nike Fuhrmann        | Klara Hoffmann                                | 12–47, 55–60                  | 2–5       | 2009–2012            | Ex-Verlobte von Hans Gruber                                                                  |
| Mariella Ahrens      | Julia Denson                                  | 2–3, 12–13, 33–35             | 1–3       | 2008–2010            | Ärztin in New York, Ex-Verlobte von Dr. Gruber                                               |
| Julia Richter        | Julia Denson                                  | 61                            | 6         | 2012                 | Ärztin in New York, Ex-Verlobte von Dr. Gruber                                               |
| Sophia Thomalla      | Nicole Schneider                              | 27–67                         | 3–6       | 2010–2013            | Arzthelferin von Dr. Gruber                                                                  |
| Dominik Nowak        | Mario                                         | 50–67                         | 4–7       | 2011–2013            | Ex-Freund von Lilli Gruber                                                                   |
| Timmi Trinks         | Carsten                                       | 63, 66–67, 72–76              | 6–8       | 2013–2015            | Ex-Freund von Lilli Gruber                                                                   |
| Elisabeth Baulitz    | Mia Thalbach                                  | 70–78                         | 7–8       | 2014–2015            | Lehrerin von Jonas, kurzzeitige Affäre mit Hans Gruber                                       |
| Lambert Hamel        | Prof. Fendrich                                | 66–72, 76–78                  | 6–8       | 2013–2015            | ehemaliger Leiter der Klinik in Hall, Vater von Vera                                         |
| Fabian Elias Huber   | Jonas Dreiseitl, adopt. Ellert                | 31–80                         | 3–8       | 2010–2015            | Adoptivsohn von Susanne Dreiseitl                                                            |
| Martin Feifel        | Arthur Distelmeier †                          | 23–26, 47–50, 62–83           | 3–4, 6–8  | 2010–2011, 2013–2015 | Vater von Anne Meierling                                                                     |
| Matthias Ziesing     | Peter Geis                                    | 85–91                         | 9         | 2016                 |                                                                                              |
| Anton Andreew        | Lukas Jäger                                   | 88–95                         | 9–10      | 2016–2017            | Sohn von Rike Jäger                                                                          |
| Regula Grauwiller    | Rike Jäger                                    | 85–96                         | 9–10      | 2016–2017            | Sachbearbeiterin bei der Versicherung, Ex-Freundin von Dr. Gruber                            |
| Ben Braun            | Tim Petersen                                  | 88, 93–98                     | 9–10      | 2016–2017            | Geologe, Ex-Freund von Susanne                                                               |
| Nicole Beutler       | Irena Bornholm                                | 68–107                        | 7–11      | 2014–2018            | Arzthelferin von Dr. Gruber                                                                  |
| Siegfried Rauch      | Dr. Roman Melchinger †                        | 1–107                         | 1–11      | 2008–2018            | Vorbesitzer der Praxis von Dr. Gruber                                                        |
| Christian Kohlund    | Ludwig Gruber                                 | 101–115                       | 11–12     | 2018–2019            | Schwager und früherer Liebhaber von Elisabeth Gruber, Onkel von Martin und Hans Gruber       |
| Gabriel Merz         | Gregor Schachner                              | 117–123                       | 13        | 2020                 | Landwirt, Geschäftspartner von Anne                                                          |
| Ines Lutz            | Anne Meierling                                | 62–101, 105, 110–140          | 6–15      | 2013–2022            | Landwirtin, Pächterin des Gruberhofs, Tochter von Arthur Distelmeier, Ex-Verlobte von Martin |
| Claudia Wenzel       | Thea Hochstetter                              | 119–120, 134–140              | 13, 15    | 2020, 2022           | Mutter von Franziska                                                                         |
| Timon Ballenberger   | Robert Schwarz                                | 128–144                       | 14–16     | 2021–2023            | Feuerwehrmann, Ex-Freund von Lilli                                                           |
| Henriette Schmidt    | Dr. Christina Tippner                         | 139–147                       | 15–16     | 2022–2023            | Ärztin an der Klinik in Hall, Ehefrau von Timur, Ex-Affäre von Geli                          |
| Simone Hanselmann    | Franziska Hochstetter                         | 102–140, 147–148              | 11–16     | 2018–2023            | Apothekerin, Tochter von Thea, Mutter von Johann, Ex-Freundin von Martin                     |
| Andrea Gerhard       | Linn Kemper                                   | 110–154                       | 12–17     | 2019–2024            | ehemalige Arzthelferin von Martin, Tochter von Paul, Ex-Freundin von Hans                    |
| Ercan Karacayli      | Prof. Dr. Timur Tippner                       | 143–147, 154                  | 16–17     | 2023–2024            | Arzt an der Klinik in Hall, Ehemann von Christina                                            |
| Luis Immanuel Rost   | Jens-Torben Kahnweiler-Fendrich, geb. Schmidt | 97–110, 112–123, 127, 150–155 | 10–14, 17 | 2017–2021, 2024      | Adoptivsohn von Alexander und Vera, Praktikant an der Klinik in Hall, Freund von Anna        |
| Vanessa Velemir Diaz | Anna Sternberg                                | 151–155                       | 17        | 2024                 | Schwesternschülerin an der Klinik in Hall, Freundin von Jens-Torben                          |
| Beat Marti           | Claus Strasser                                | 150–156                       | 17        | 2024                 | Ex-Ehemann von Caro                                                                          |
| Dominic Raacke       | Paul Richter                                  | 135–159                       | 15–18     | 2022–2025            | Vater von Linn, Ex-Freund von Susanne                                                        |
| Wolfram Berger       | Rolf Pflüger †                                | 141–164                       | 16–18     | 2022–2025            | Vater von Caro und Sonja, Großvater von Lilli                                                |

## Produktion und Drehorte
Die Serie wurde ab dem 31. Juli 2007 für zunächst acht geplante Folgen gedreht. Die Serie wird von der ndF produziert. Produktionspartner sind ZDF und ORF.
Gedreht wird seither in Tirol in den Orten Ellmau, Going, Scheffau und Söll vor der Bergkulisse des Wilden Kaisers sowie im fünfzig Kilometer westlich gelegenen Schwaz.
- Bergdoktorpraxis
Sie befindet sich im Bauernhof „Hinterschnabl“ (→ Lage) in Ellmau und ist zwischen Mai und Oktober zu besichtigen.
- Bergdoktorhaus „Gruberhof“
Der Köpfinghof (→ Lage) am Bromberg bei Söll wird im realen Leben noch bewirtschaftet und ist im Sommer ebenfalls zu besichtigen.
- Gasthof „Wilder Kaiser“
Die Außenaufnahmen des Film-Gasthofes stammen vom ehemaligen Dorfkrämerhaus (→ Lage) am Goinger Dorfplatz. Im April 2024 stürzte ein Auslegerkran samt Maibaum beim Aufstellen auf das Gebäude, das dabei beschädigt wurde. Ein 7-Jähriger wurde bei dem Unfall verletzt.[3] Die Innenaufnahmen werden im Restaurant „Föhrenhof“ (→ Lage) in Ellmau gedreht.
- Rennpiste
Die Stanglleit (→ Lage) ist ein Skihang in Ellmau, der in Winterspecials als Rennpiste fungiert.
- Bergsee
Der Hintersteiner See (→ Lage) dient als Kulisse für zahlreiche Szenen.
- Klinik Hall
Drehort ist das Bezirkskrankenhaus (→ Lage) in Schwaz. Intensivstation, Krankenzimmer, Stationsflur und Arztbüro sind seit 2013 in einem Studio in der hinteren Hälfte der Tennishalle Kaiserbad (→ Lage) in Ellmau aufgebaut.
- Landhandel Pflüger
Drehort des Landhandels (→ Lage) von Rolf Pflüger, dem Großvater von Lilli, ist die Firma Weiss-Mawek in Söll.

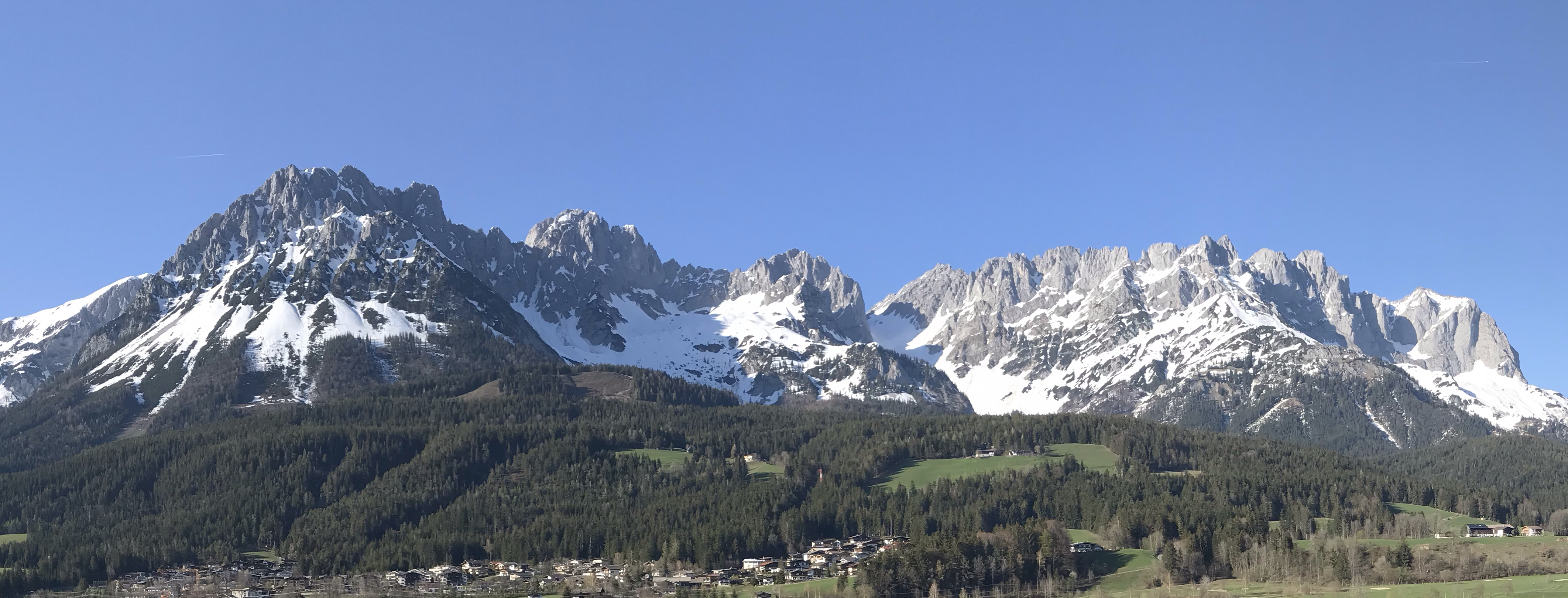
Wilder Kaiser von Ellmau aus gesehen
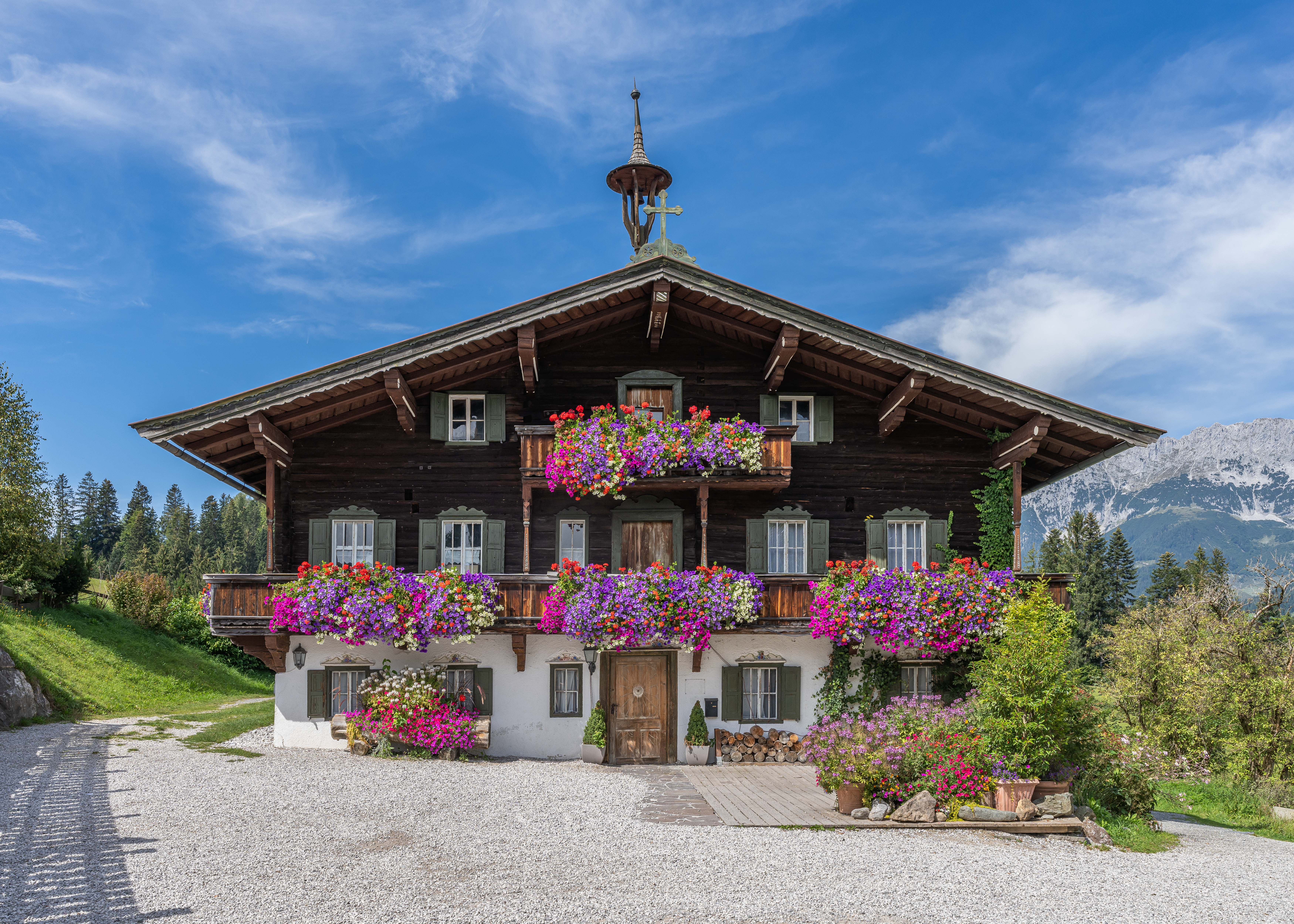
Bauernhof „Hinterschnabl“ in Ellmau (Bergdoktorpraxis)
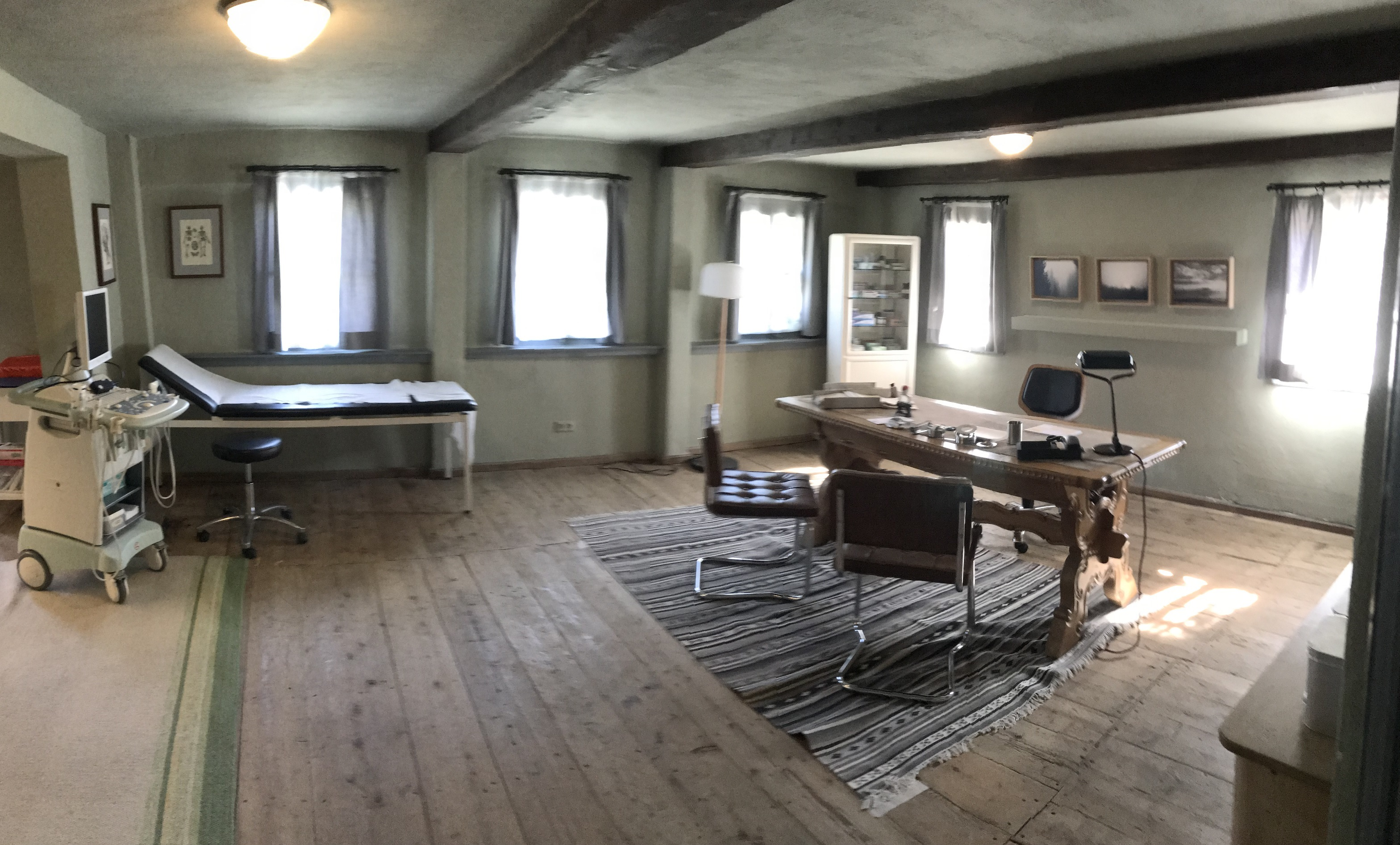
Behandlungszimmer von Dr. Gruber in der Bergdoktorpraxis
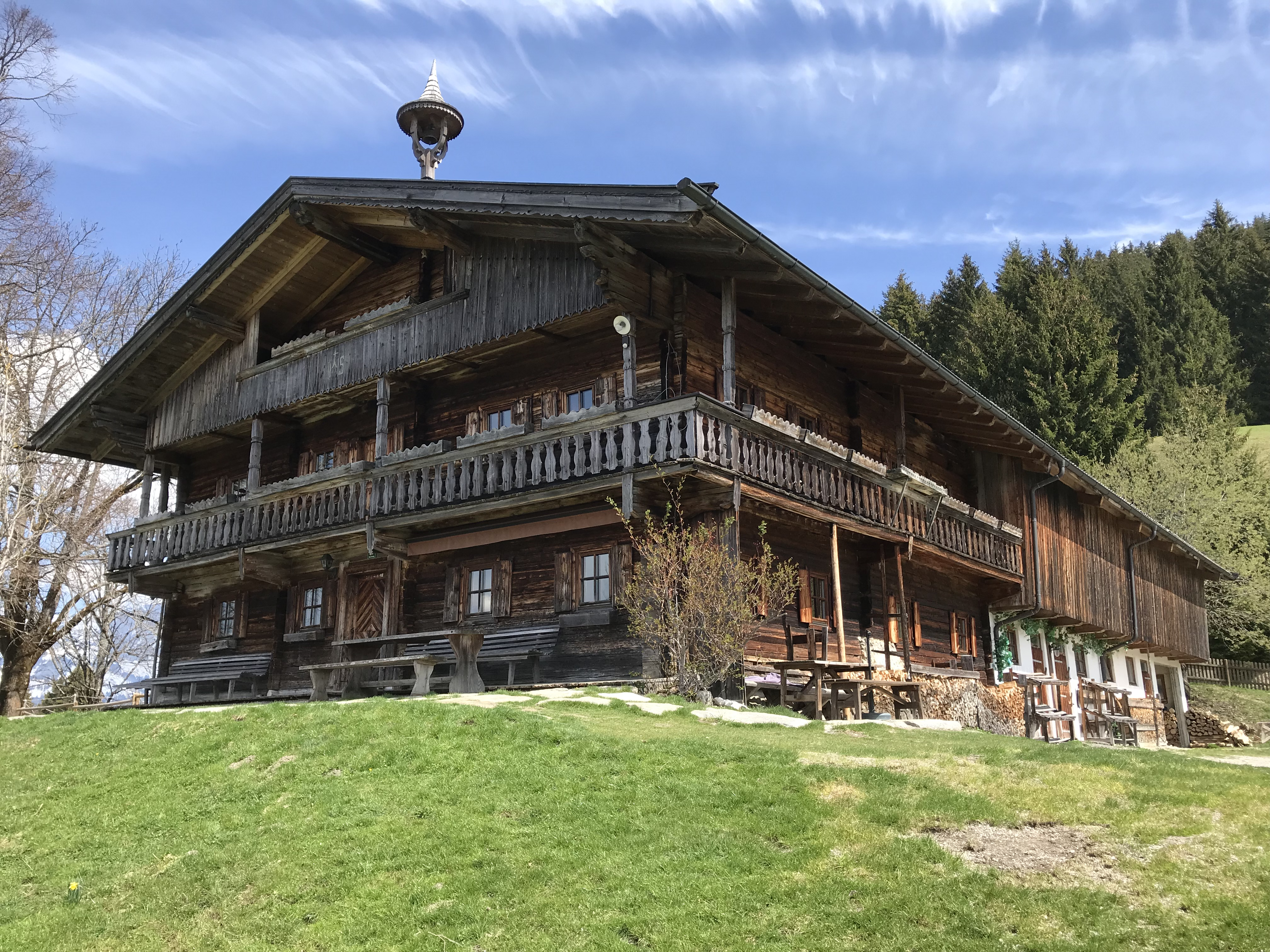
Köpfinghof in Söll (Bergdoktorhaus „Gruberhof“)
Kirchplatz in Going mit Dorfkrämerhaus (Gasthof „Wilder Kaiser“)
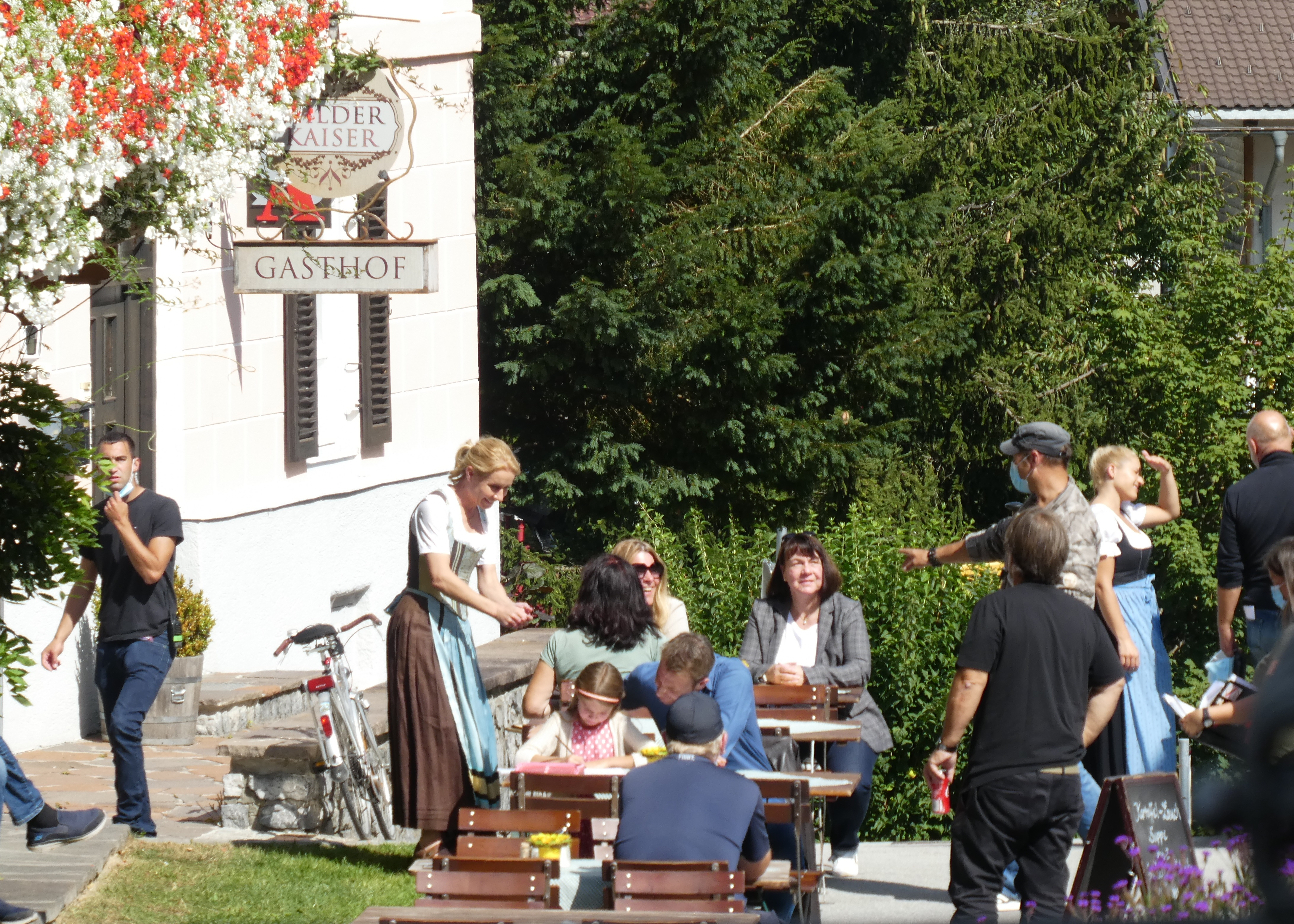
Dreharbeiten am „Wilden Kaiser“ in Going für die 14. Staffel: Natalie O’Hara (Susanne Dreiseitl), stehend, Heiko Ruprecht (Hans Gruber), am Tisch sitzend mit Ylvi Unertl (Sophia Gruber).
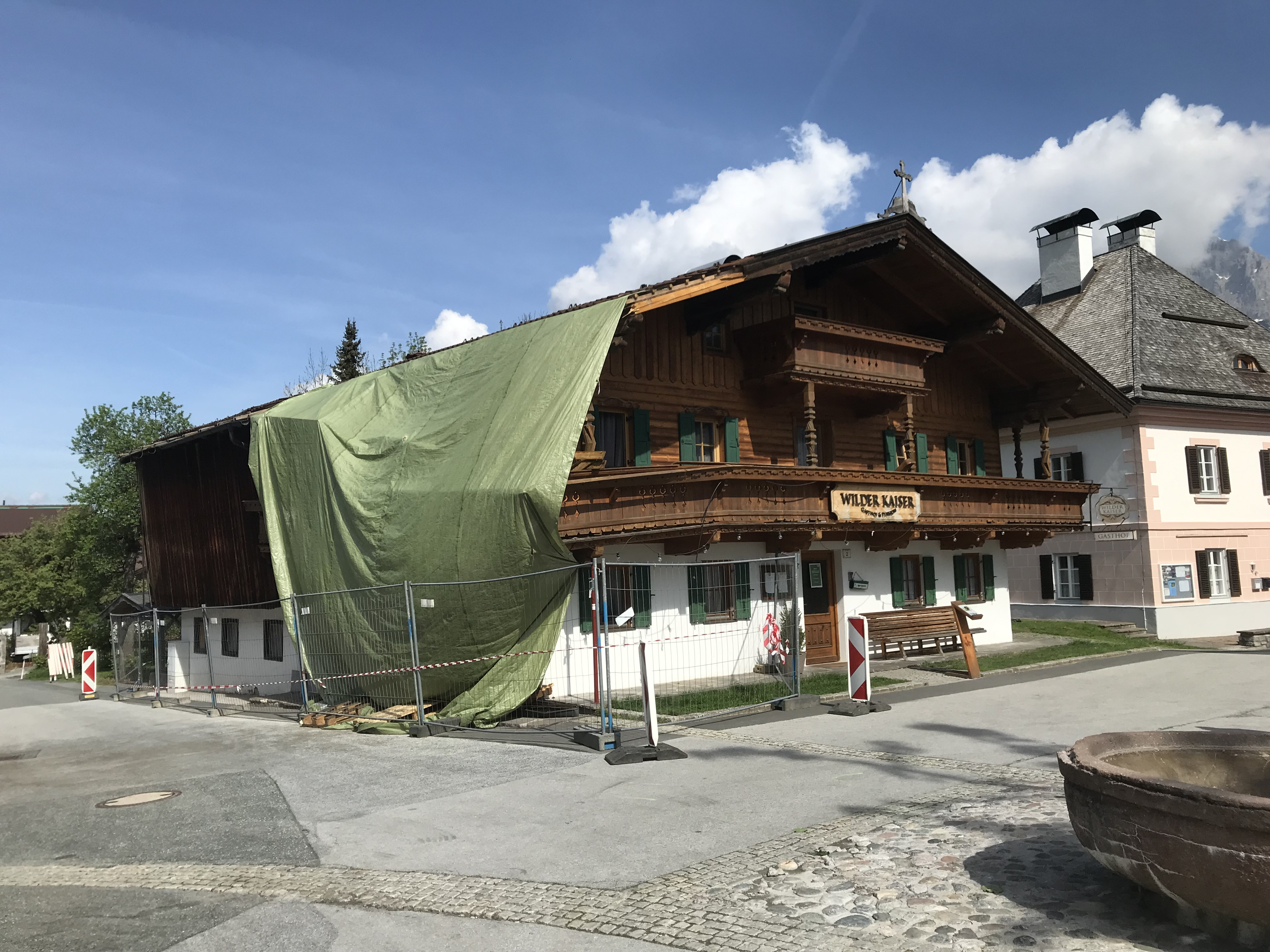
Gasthof „Wilder Kaiser“ nach der Beschädigung bei der Aufstellung eines Maibaums am 30. April 2024
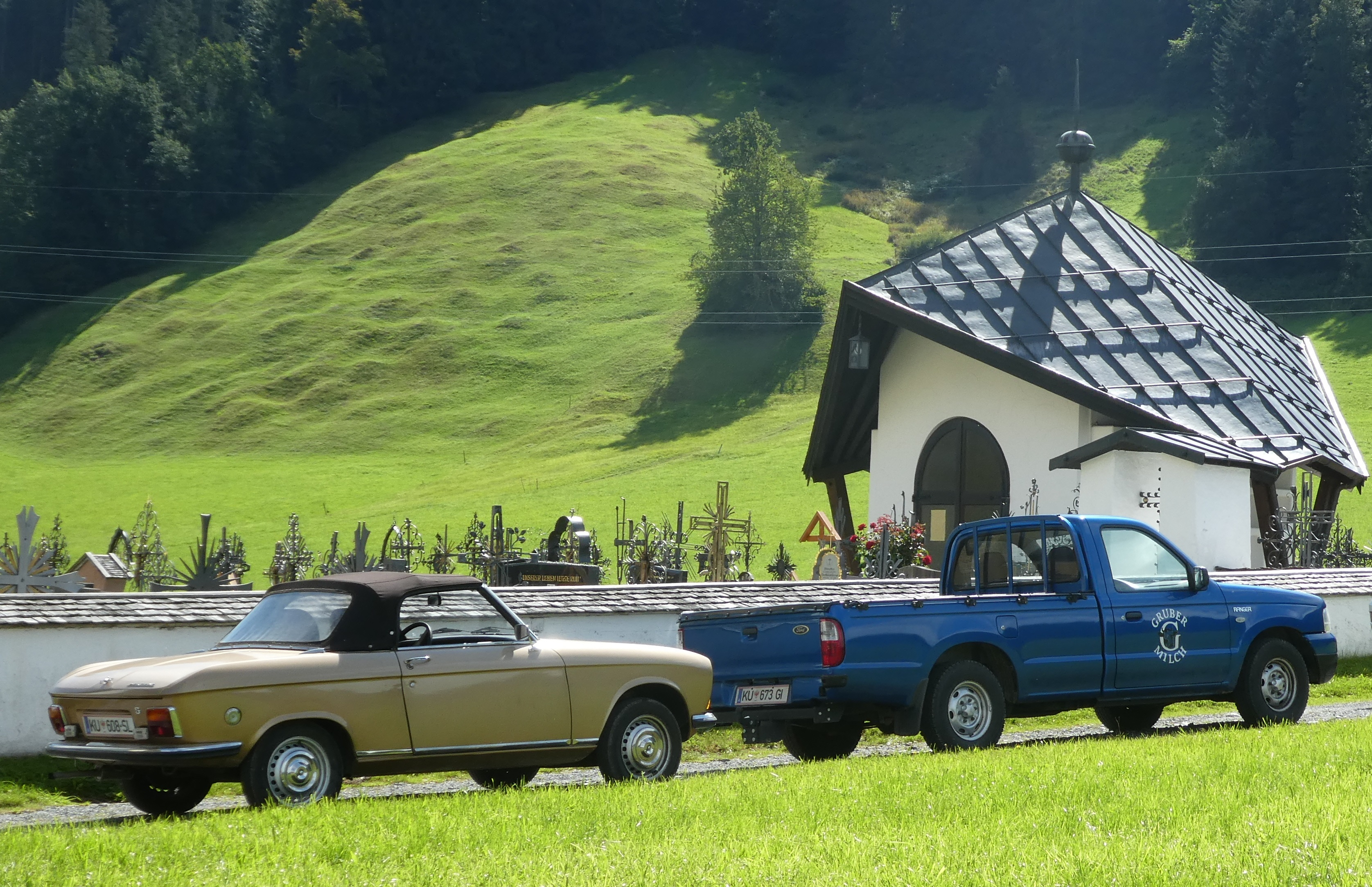
Dreharbeiten in Going für die 14. Staffel: Peugeot 304 Cabriolet von Anne Meierling und Ford Ranger des Gruberhofs
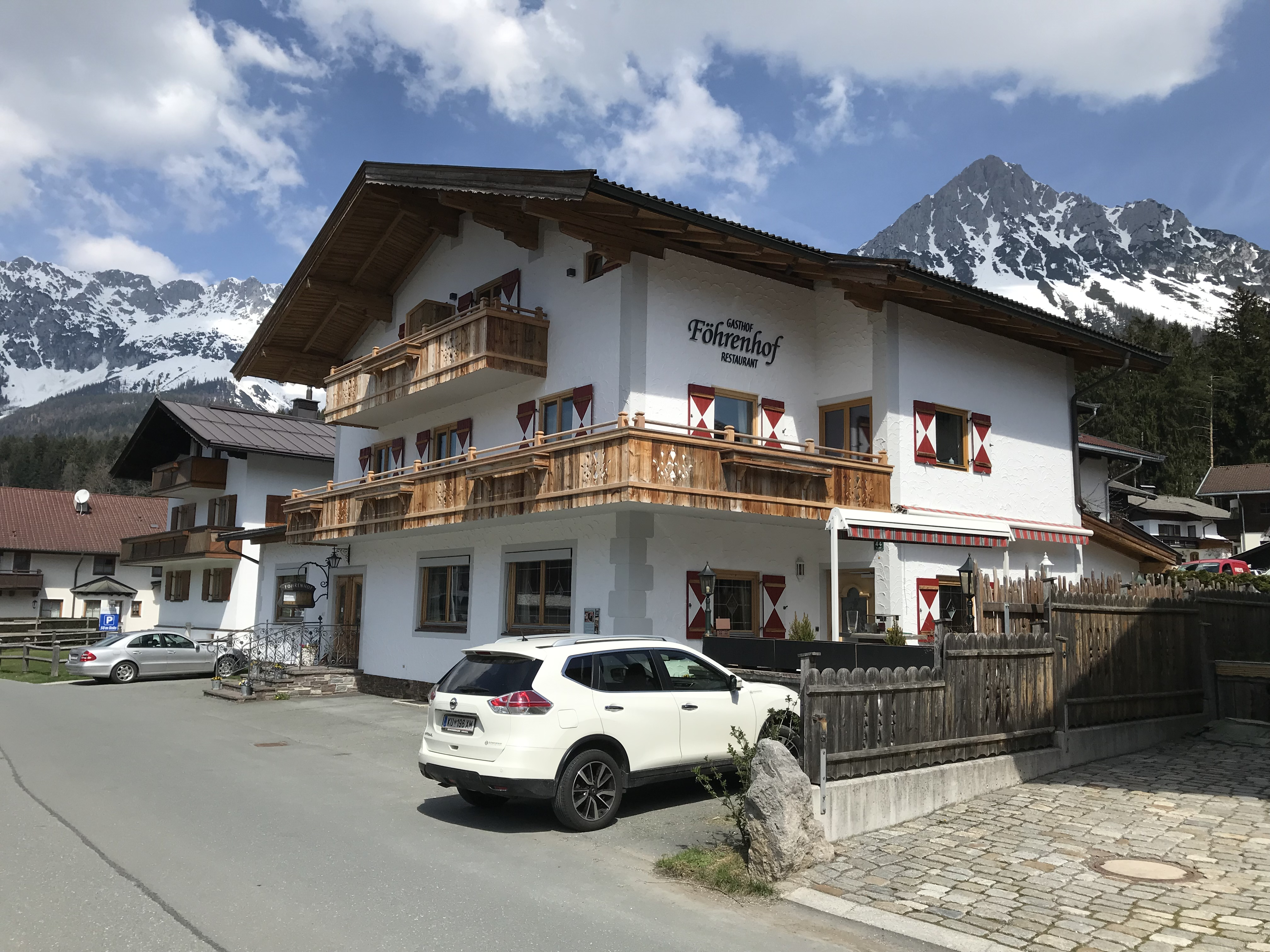
Gasthof „Föhrenhof“ in Ellmau (Innenaufnahmen „Wilder Kaiser“)
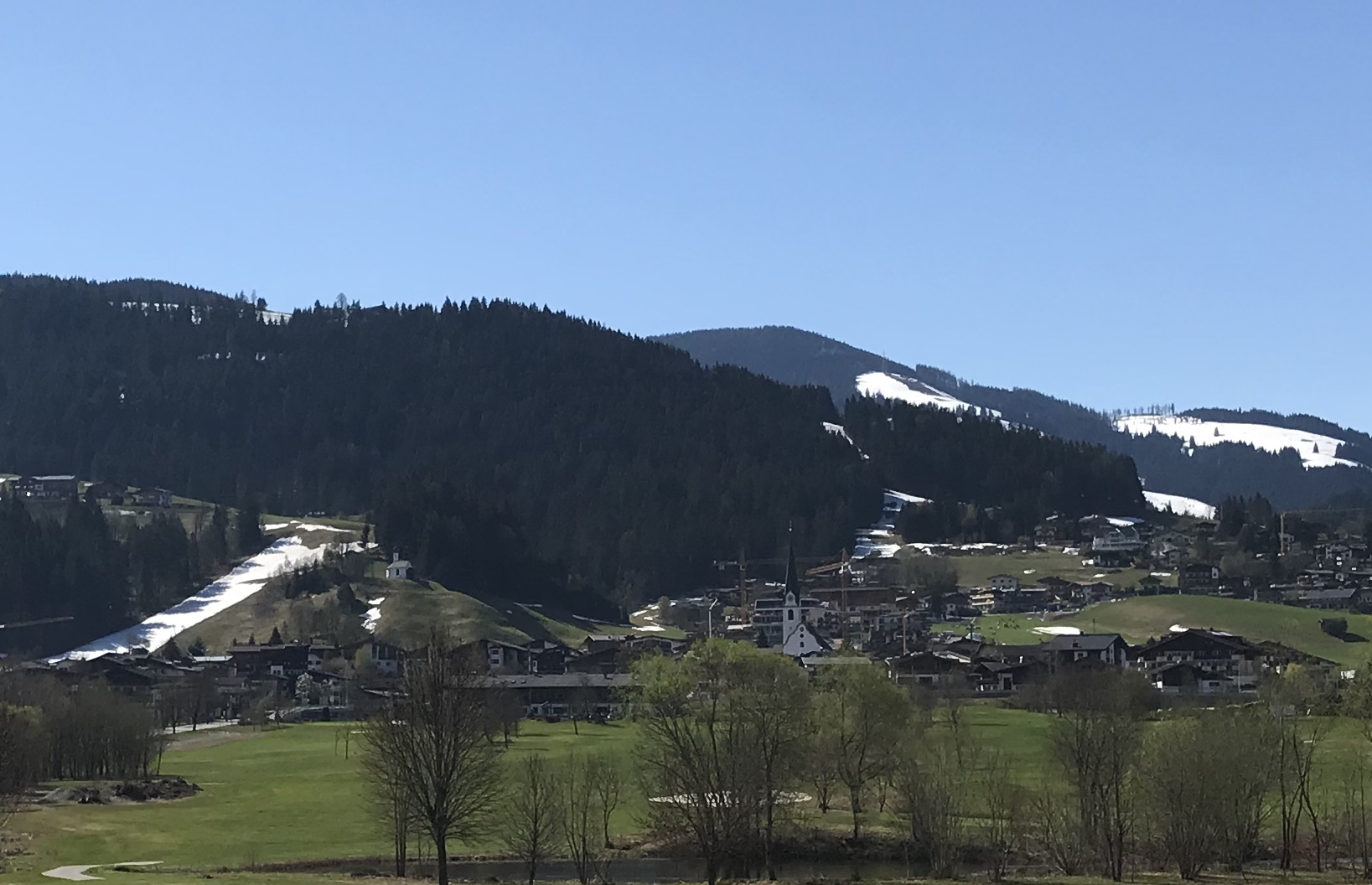
Skihang Stanglleit (links) in Ellmau
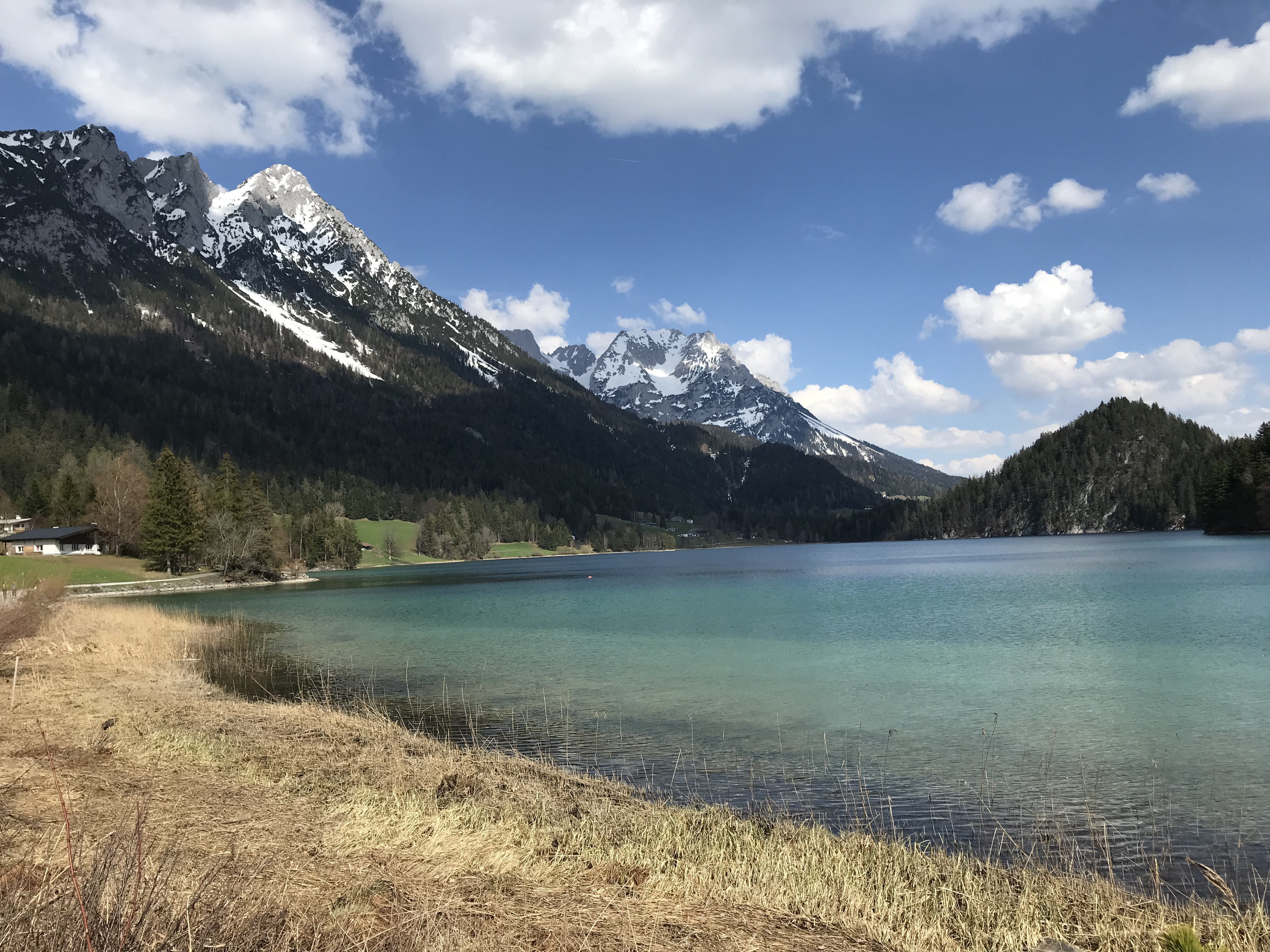
Hintersteiner See in Scheffau
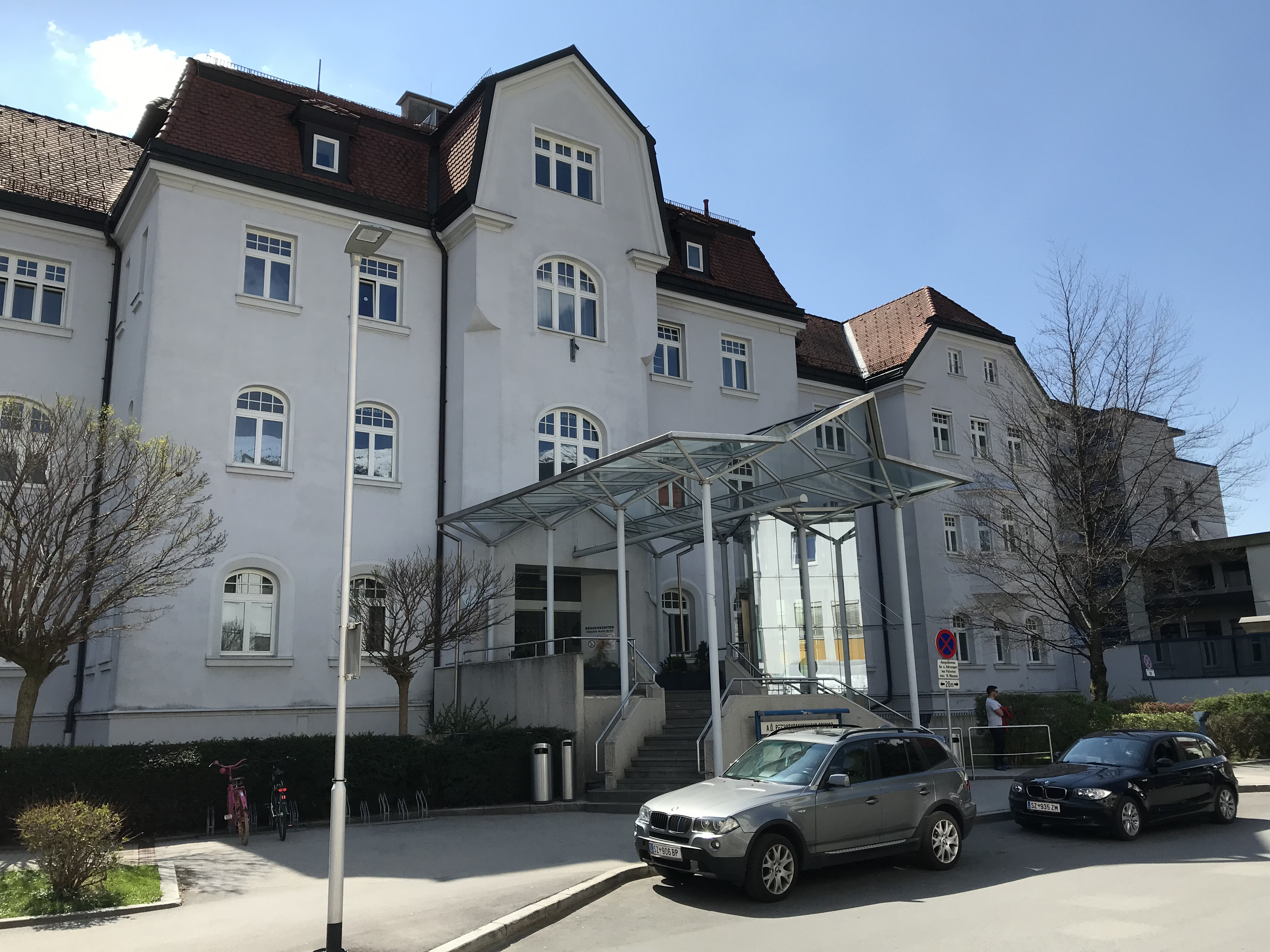
Bezirkskrankenhaus Schwaz („Klinik Hall“)
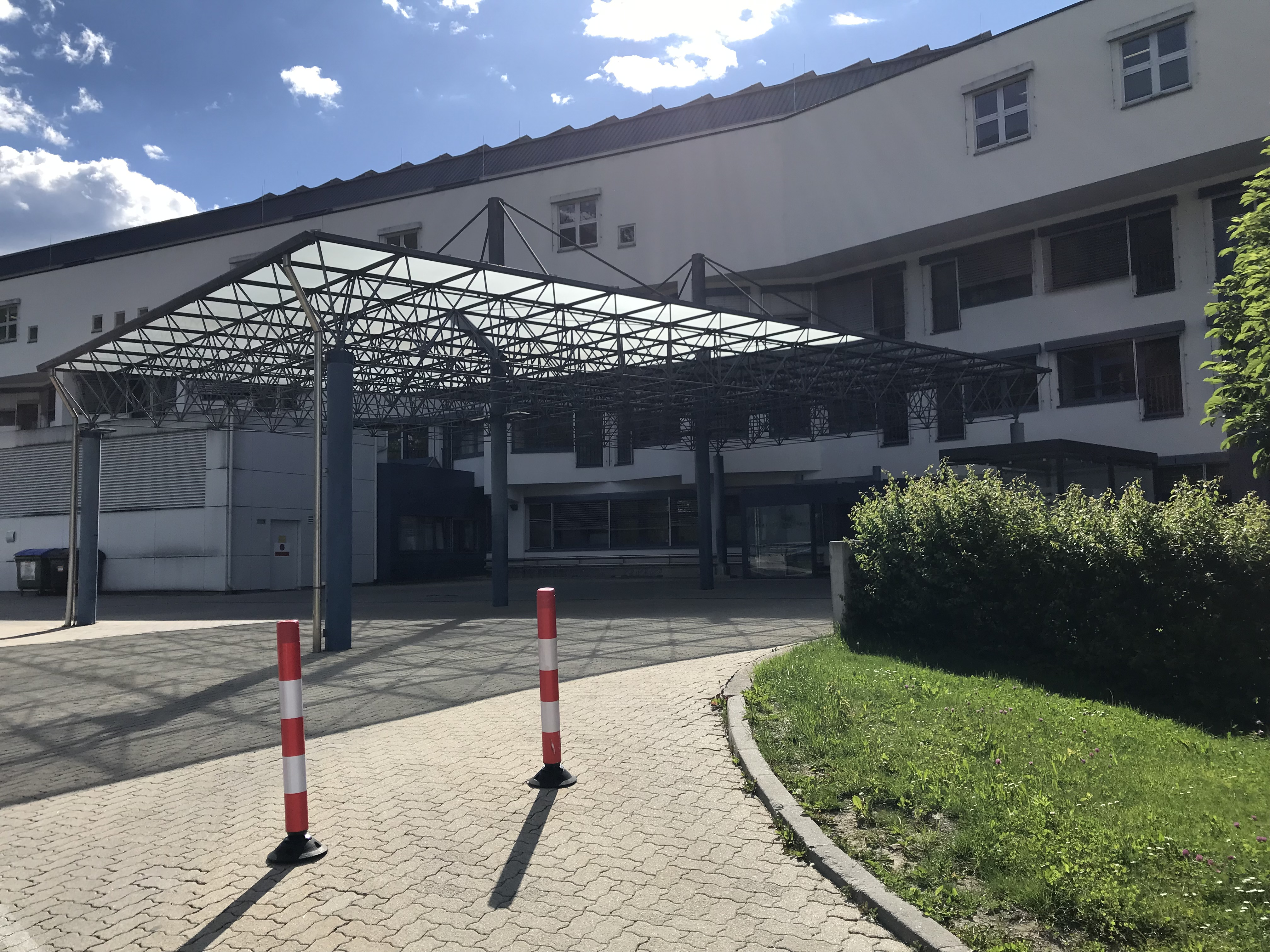
Rettungsvorfahrt vom Bezirkskrankenhaus Schwaz („Klinik Hall“)
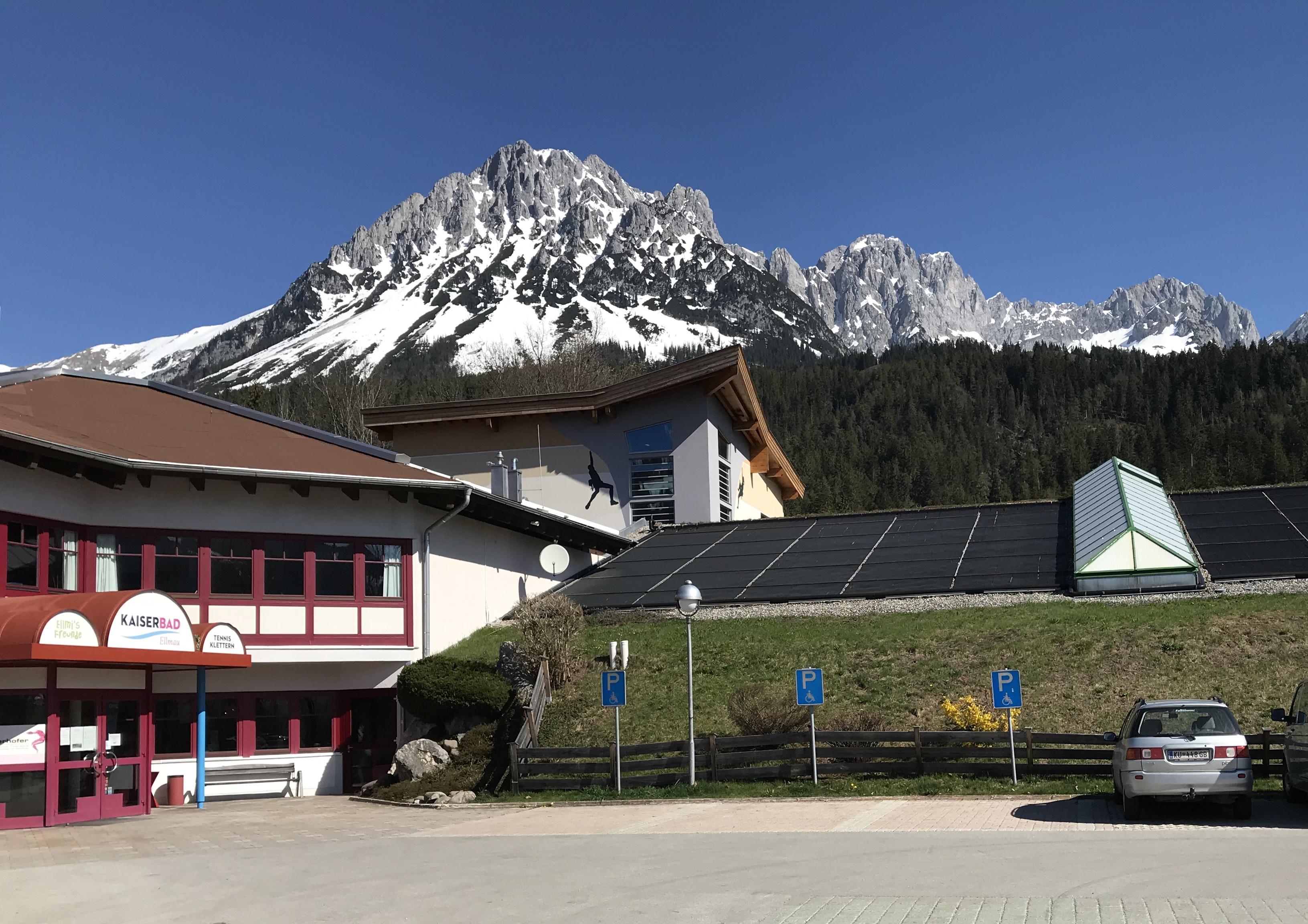
Tennishalle Kaiserbad in Ellmau (Studio „Klinik Hall“)
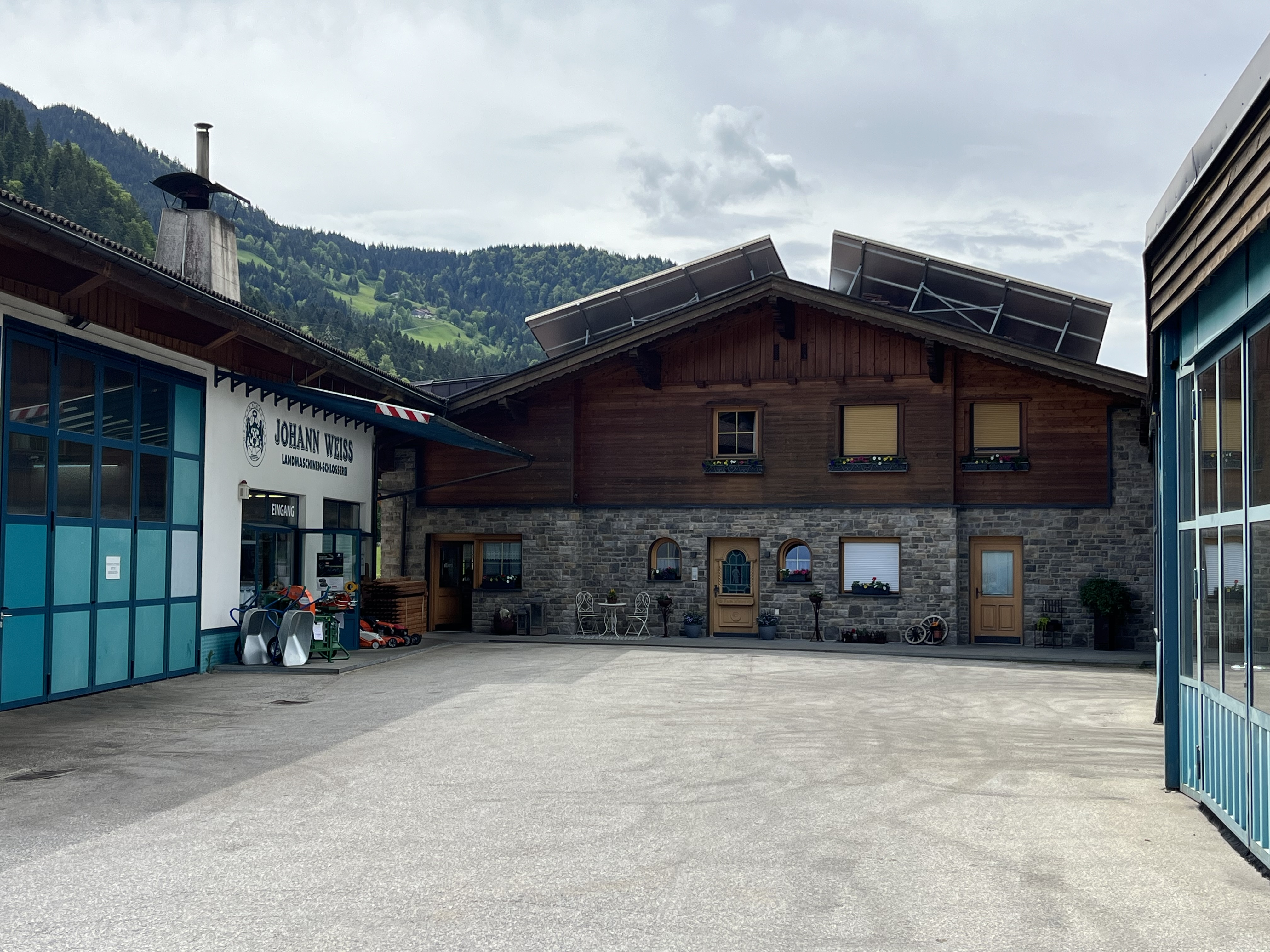
Firma Weiss-Mawek in Söll („Landhandel Pflüger“)

## Crossover
Im Jahr 2012 wurde ein Crossover mit der Serie Die Bergretter produziert. Dieses trägt den Titel Virus und stellt die erste Episode der sechsten Staffel der TV-Serie Der Bergdoktor dar. Die Erstausstrahlung erfolgte am 20. Dezember 2012 im ORF 2 und am 2. Januar 2013 im ZDF. Es waren Martin Gruber, Markus Brandl, Paula Paul und Robert Lohr in ihren Rollen zu sehen.

## Rezeption
In einer 2008 erschienenen Rezension des deutschen Ärzteblattes wird die Serie als klischeehaft und unrealistisch kritisiert; insbesondere der Hauptcharakter sei unkollegial, besserwisserisch und entspreche dem „klassischen Arztbild aus den alten Heimatfilmen“.
Spezielle Bergdoktor-Fantage finden zweimal im Jahr statt: Der „Bergdoktor-Fantag“ im Mai auf dem Kirchplatz in Going am Wilden Kaiser und das „Bergdoktor-Bergfest“ im Herbst auf dem Hexenwasser bei Söll.

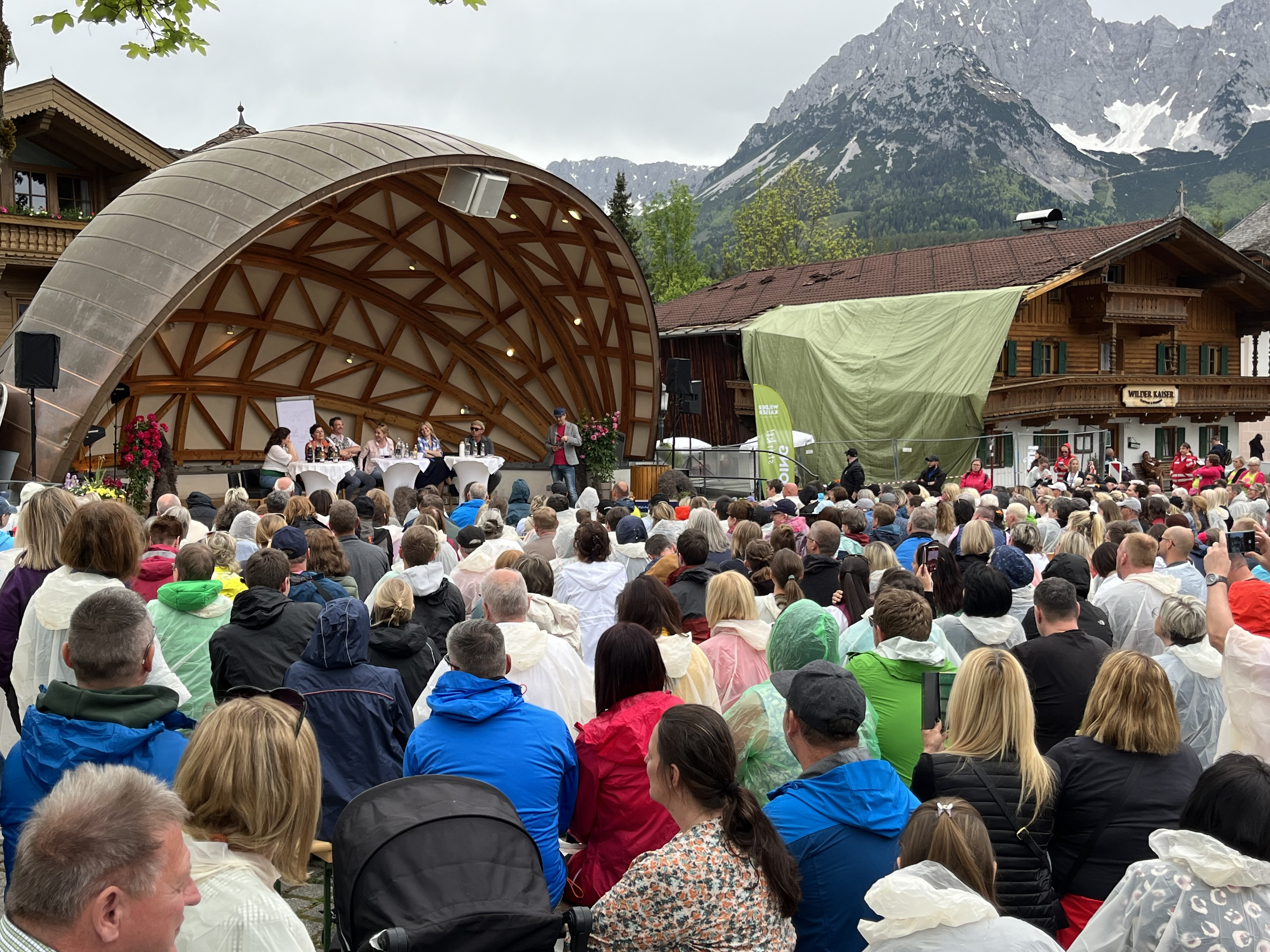
Bergdoktor-Fantag 2024 in Going
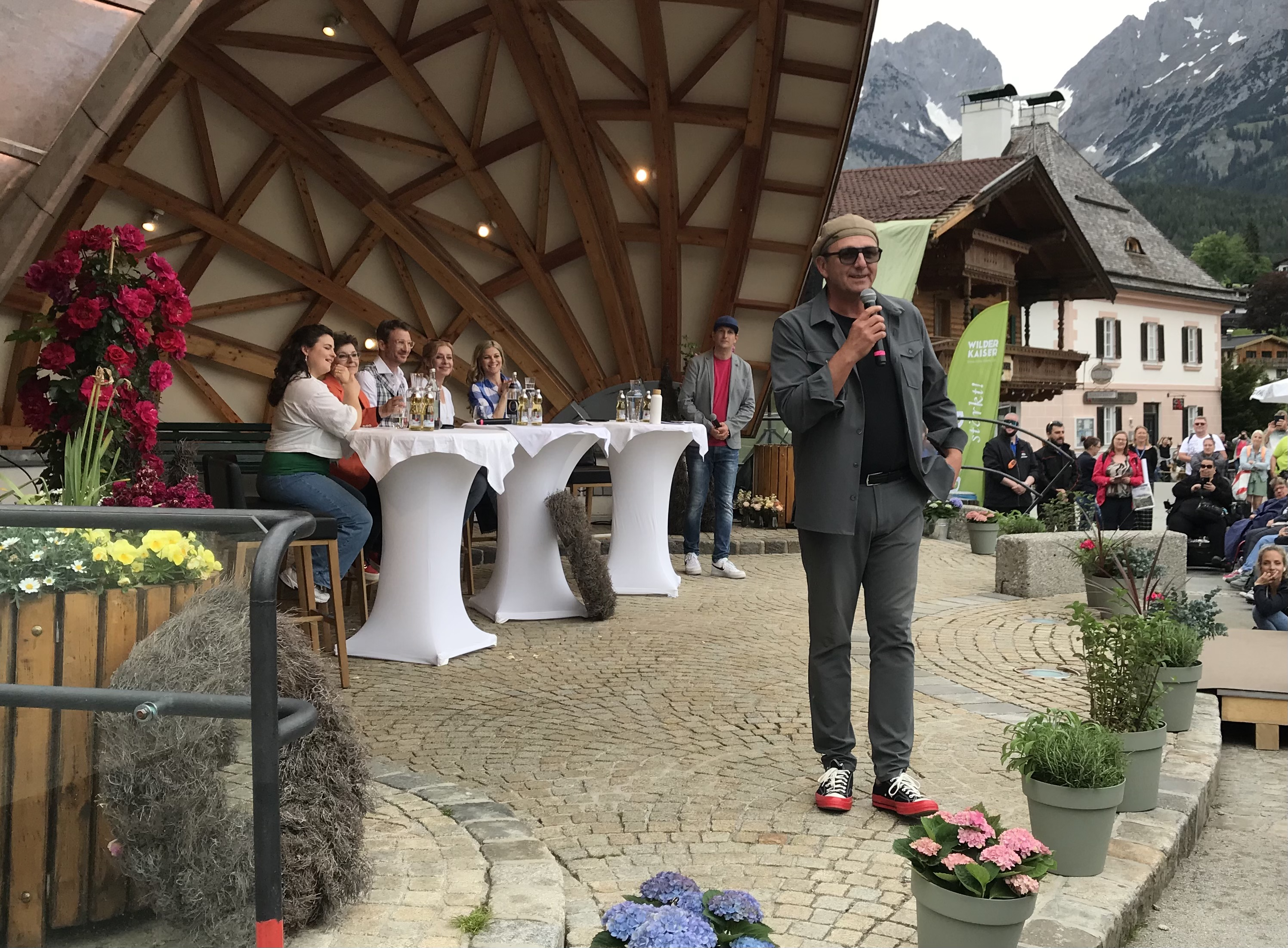
Bergdoktor-Fantag 2024 in Going

## Auszeichnungen
Da die Drehorte einen großen Erfolg auch in der Tourismusbranche verbuchen konnten, wurde der Tourismusverein der Region Wilder Kaiser im Jahr 2013 mit dem Tourismuspreis Tirol Touristica ausgezeichnet.
Bei der Publikumswahl der Goldenen Kamera 2019 kam die Serie auf den ersten Platz.